# Badminton-Verein Tröbitz

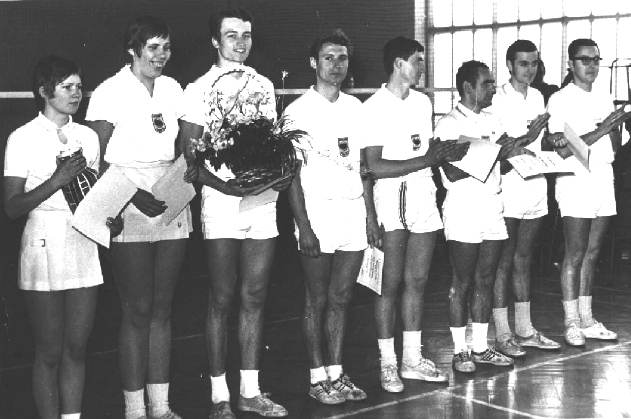
Die Meistermannschaft von 1971: Monika Thiere, Rita Gerschner, Joachim Schimpke, Klaus Katzor, Roland Riese, Gottfried Seemann, Klaus-Peter Färber, Erich Wilde (v. l. n. r.)

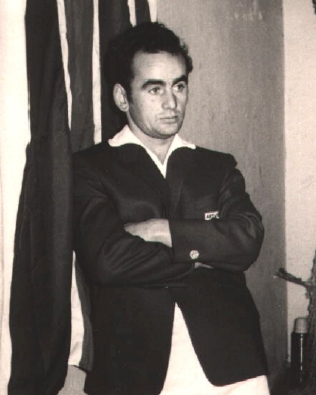
Gottfried Seemann

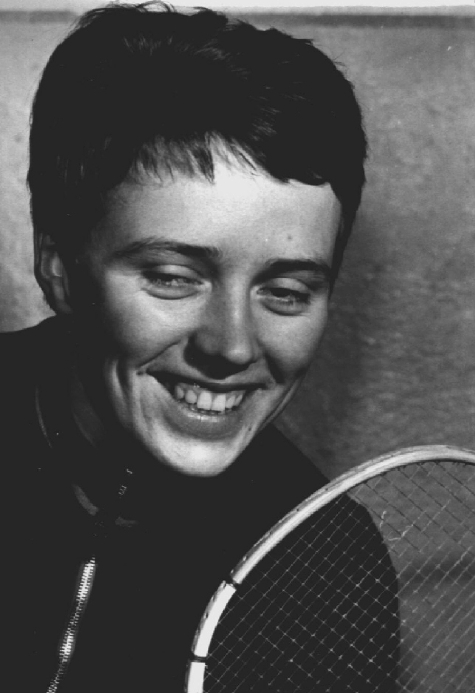
Annemarie Seemann

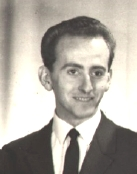
Gerolf Seemann

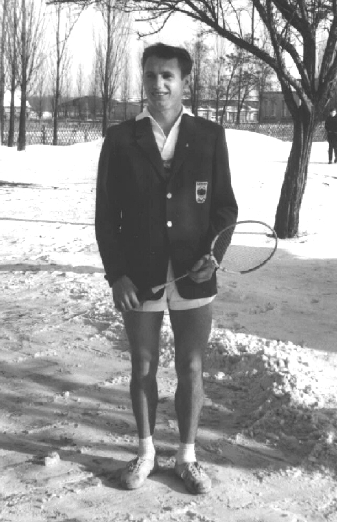
Klaus Katzor

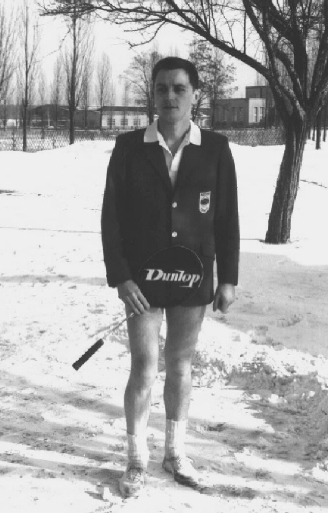
Erich Wilde

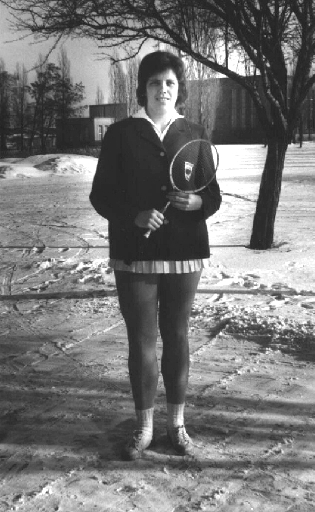
Rita Gerschner

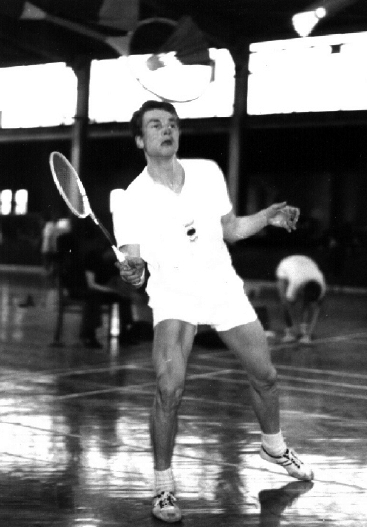
Joachim Schimpke

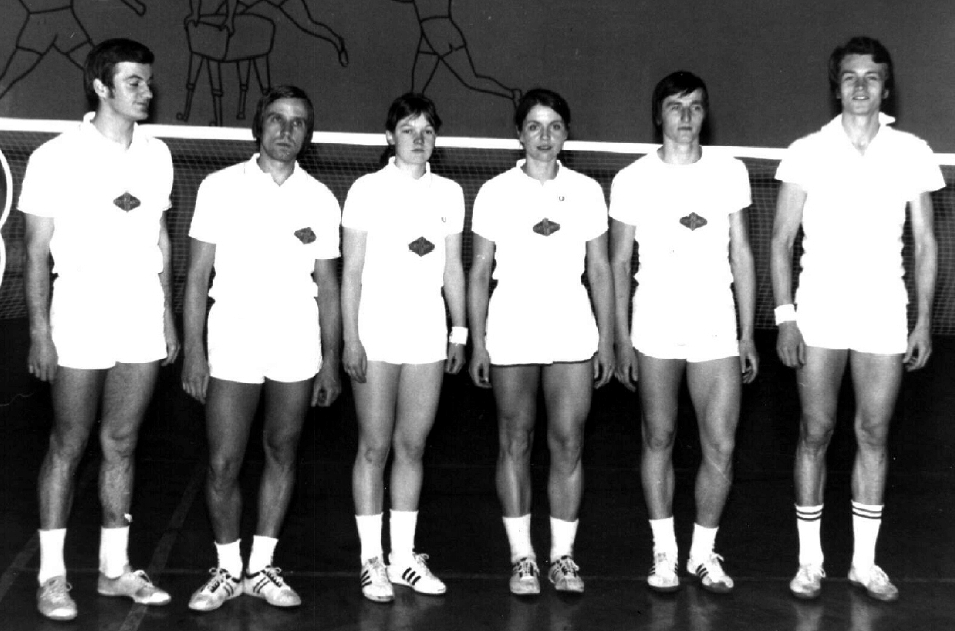
1. Mannschaft 1973: Klaus-Peter Färber, Harald Richter, Monika Thiere, Annemarie Richter, Roland Riese, Joachim Schimpke (v. l. n. r.)

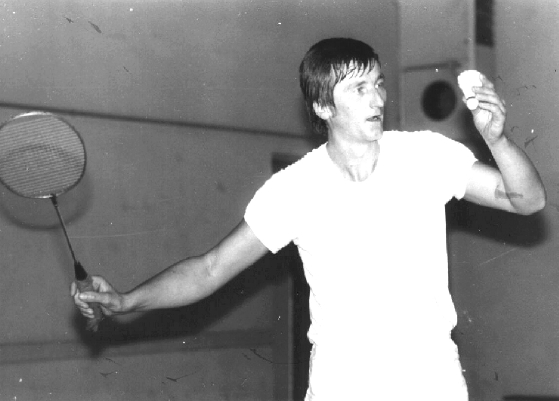
Roland Riese

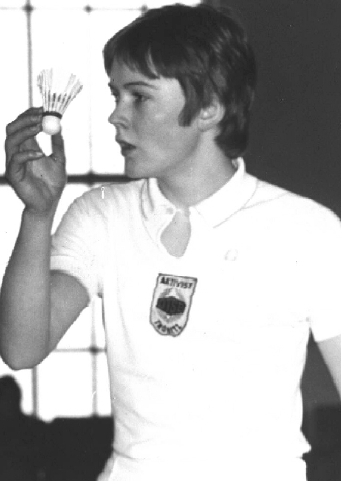
Monika Cassens

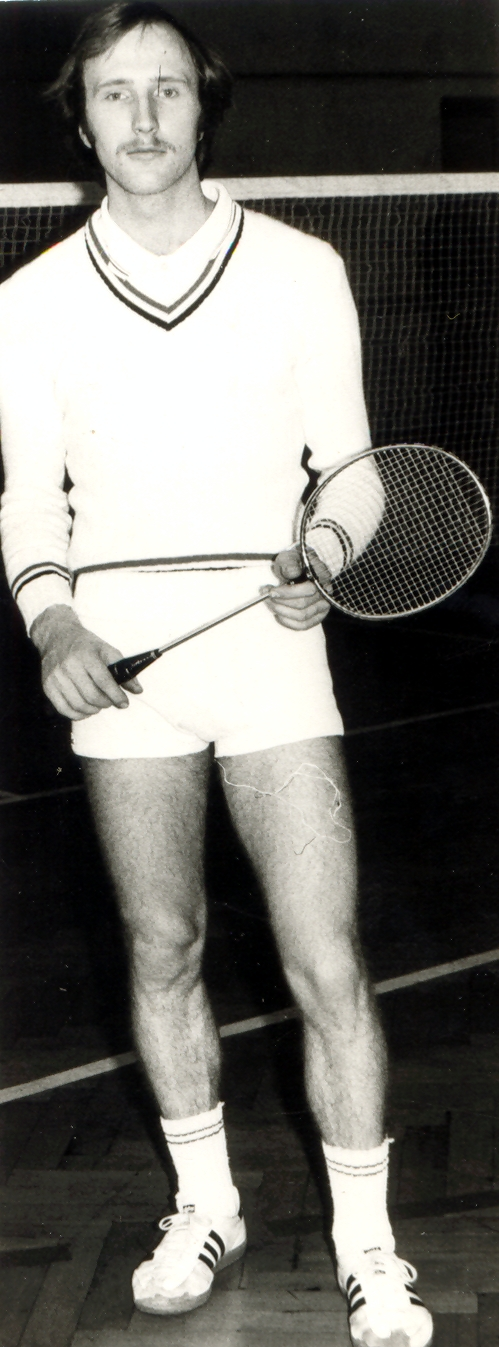
Frank-Thomas Seyfarth

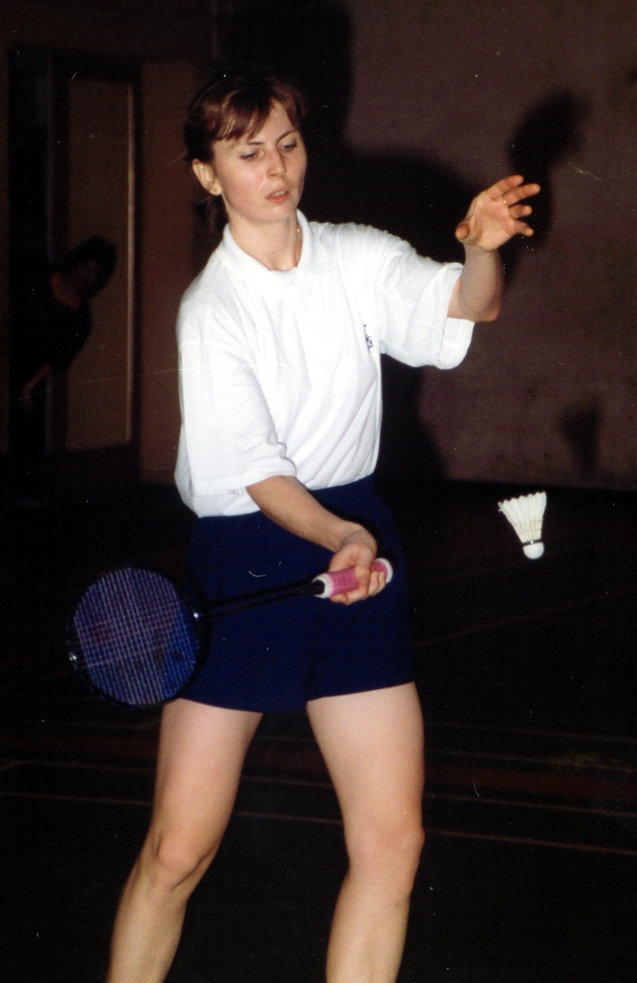
Ludmila Bášová

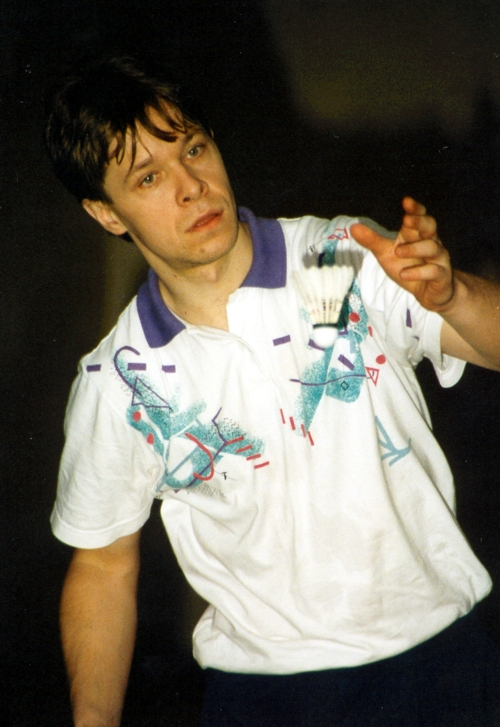
Petr Báša

Der Badminton-Verein Tröbitz, kurz BV Tröbitz, wurde im Spätsommer 1957 als Badminton-Sektion der Betriebssportgemeinschaft Aktivist Tröbitz gegründet.
Der Verein errang zahlreiche DDR-Meistertitel, unter anderem den ersten Mannschaftsmeistertitel 1960, von 1962 bis 1971 weitere zehn Teamtitel in Folge sowie weit über 100 Einzeltitel.
Erfolgreiche Medaillengewinner bei den DDR-Meisterschaften waren Monika Cassens (geborene Thiere), Gottfried Seemann, Annemarie Seemann (geborene Fritzsche), Rita Gerschner, Gerolf Seemann, Erich Wilde, Roland Riese, Klaus Skobowsky, Klaus Katzor, Joachim Schimpke, Frank-Thomas Seyfarth, Jens Scheithauer und Annemarie Richter (geborene Bendig, jetzt Färber).
Nach der Wende bestimmten insbesondere Peggy Richter und Thomas Riese das Tröbitzer Leistungsniveau in den Einzeldisziplinen, während in der Mannschaft die tschechischen Nationalspieler und Weltmeisterschaftsteilnehmer Ludmila Bášová und Petr Báša für Aufsehen sorgten.

## Geschichte

### Die Anfänge bis 1960
Ende der 1950er Jahre wurden in der DDR zahlreiche Badmintonvereine gegründet. Der damalige Werkleiter des Braunkohlenwerks Tröbitz, Heinz Fritzsche, sah in dieser Zeit erstmals einen Badmintonwettkampf bei den Doberluger Vorreitern der Sportart im Osten Deutschlands. Wochen später wurde eine leer stehende Maschinenhalle des Braunkohlenwerks mit Sprossenwänden, Matten und Ringen in eine Sporthalle verwandelt. Heinz Fritzsche ließ ebenfalls ein Badmintonfeld auf den Boden zeichnen. In der ersten Begegnung gegen Traktor Doberlug-Kirchhain II im März 1958 zahlten die Tröbitzer noch reichlich Lehrgeld und unterlagen der Doberluger Reserve mit 4:7. Einen Monat später verlor man gegen die erste Mannschaft des Lokalrivalen mit 3:8. Andere Teams aus dem Bezirk Cottbus wurden jedoch klar bezwungen. So besiegte man im Mai 1958 Turbine Lübbenau mit 9:2 und Einheit Cottbus mit 11:0. In den Einzeldisziplinen machte zuerst Annemarie Fritzsche auf sich aufmerksam. Beim DDR-offenen Turnier in Doberlug-Kirchhain unterlag sie am 8. Juni 1958 erst im Finale gegen Sigrid Jaschke aus Doberlug. Bei den Cottbuser Bezirksmeisterschaften des Deutschen Federballverbandes gelang der 1. Tröbitzer Mannschaft am 5. Oktober 1958 in der Besetzung Friedel Seemann, Gerolf Seemann, Hans Bräuer, Klaus Löschke, Annemarie Fritzsche und Marlies Zosel der erste größere Erfolg. Die favorisierte Mannschaft von Traktor Doberlug-Kirchhain wurde im Endspiel klar mit 8:3 Punkten bezwungen. Eine Woche später unterlag man den Doberlugern in einem Freundschaftsspiel allerdings wieder mit 2:9. Bei den ersten Bezirks-Einzelmeisterschaften im Dezember 1958 wurde Friedel Seemann erster Titelträger bei den Herren, während Annemarie Fritzsche erneut gegen Jaschke unterlag. Dritter bei den Herren wurde Gerolf Seemann. Mit der Einweihung der Tröbitzer Sporthalle am 14. Februar 1959 wurde eine weitere Verbesserung der Trainingsmöglichkeiten geschaffen. Den bis dato größten Erfolg in der Sportgeschichte des Dorfes Tröbitz erreichten die Aktivist-Sportler beim III. Deutschen Turn- und Sportfest im Oktober 1959 in Leipzig. Friedel Seemann siegte dort gegen Hans Abraham aus Berlin im Endspiel des Herreneinzels mit 17:14 und 15:0. Mit Sigrid Jaschke gewann er seine zweite Goldmedaille im Mixed-Endspiel gegen Abraham/Gründer aus Berlin mit 15:12 und 15:2. Im Herrendoppel-Endspiel mussten Friedel Seemann und Gerolf Seemann der Berliner Paarung Abraham/Adam den Sieg überlassen.

### Meisterjahre 1960–1971
1960 errang Tröbitz den Titel „Erster Deutscher Mannschaftsmeister“, der allerdings nur auf das Gebiet der DDR bezogen war. Gottfried „Friedel“ Seemann wurde erster Einzelmeister bei den Herren. Von 1962 bis 1970 gewannen die Tröbitzer zehnmal hintereinander die Mannschaftsmeisterschaft. 1964 holte Aktivist Tröbitz alle zwölf Titel im Jugend- und Erwachsenenbereich in die Niederlausitz. Neue Gegner fand man im Ausland, wobei man sich sofort an der internationalen Spitze orientierte. Dänemarks Asse, unter ihnen Weltmeister Erland Kops, wurden nach Tröbitz eingeladen, Rita Gerschner und Friedel Seemann starteten als nationale Vertreter bei der asiatischen Elite in Indonesien bei den GANEFO vor 10.000 Zuschauern. Bei der bezirklichen Sportlerumfrage kamen die Tröbitzer auf Platz zwei hinter den Weißwasseraner Eishockeyspielern – vor den Fußballern aus Cottbus. Den größten Erfolg für den ostdeutschen Badmintonsport errang 1971 die Tröbitzerin Monika Thiere. Sie wurde Dritte bei den Junioreneuropameisterschaften. 1972 gehörte sie zu den besten acht Frauen Europas. In ihrer weiteren sportlichen Laufbahn gewann sie insgesamt über einhundert internationale Titel.

### Fortschritt Tröbitz (1972–1990)
Badminton wurde als nichtolympische Disziplin aus sportpolitischem Kalkül der DDR-Oberen nicht mehr gefördert. Die Möglichkeiten zum Lernen von den starken Dänen, Engländern und Niederländern schwanden immer mehr. Schließlich kam es zum totalen Wettkampfverbot im westlichen Ausland – man solle doch seine sportlichen Gegner in den damals so genannten sozialistischen Bruderländern suchen. Die befanden sich aber hinsichtlich des Badmintons, bis auf Ausnahme der ČSSR, auf dem Niveau von Entwicklungsländern. Für den Verein, der inzwischen Fortschritt Tröbitz hieß, begannen schwere Jahre – auch bedingt durch den neuen, weniger finanzkräftigen Trägerbetrieb Fortschritt Landmaschinenbau. Abonnementsmeister Tröbitz schaffte es nicht mehr, die Konkurrenz aus Greifswald zu besiegen. Viermal Vizemeister in Folge, stand man 1976 kurz vor dem sportlichen Aus: In der Mini-Oberliga aus vier Mannschaften wurde man nur Letzter und musste in die Relegation. Nach verlorenem Hinspiel in Niederwürschnitz (5:6) wurde gar der drei Jahre zuvor zurückgetretene Altmeister Friedel Seemann wieder reaktiviert. Dabei zeigte er, dass er nichts von seinem Können eingebüßt hatte, und trug mit seinem Sieg zum 9:2-Erfolg und damit zum Klassenerhalt bei. 1978 schaffte es Joachim „Nickel“ Schimpke nach zehnjähriger Pause, wieder einen Einzeltitel zu erringen, zugleich auch sein letzter. Damit erhöhte er seine Gesamttitelbilanz auf je zwei Siege in allen drei Disziplinen. Sein langjähriger Doppelpartner in der Mannschaft, Roland Riese, war in den Doppeldisziplinen ebenfalls zweimal erfolgreich. Ein Einzeltitel blieb ihm bei den Erwachsenen allerdings versagt. Für die Niederlausitz war „Nickels“ 1978er Titel der vorletzte überhaupt bei den Erwachsenen. Im Nachwuchsbereich gab es durch die Zwillinge Carmen und Christine Ober sowie durch Klaus Skobowsky ebenfalls nur noch wenige Erfolge zu verzeichnen.
1981 belegte die Fortschritt-Mannschaft aus Tröbitz erstmals nur den Bronzerang in der Oberligaendabrechnung hinter Einheit Greifswald und HSG Lok HfV Dresden. Erst 1986 konnte man wieder Vizemeister werden. Mit der schweren Knieverletzung von Roland Riese und dem Spielverbot zur mutmaßlichen Wahrung seines Amateurstatus für Spielertrainer Jens Scheithauer, der gerade von der DHfK Leipzig nach Tröbitz gekommen war, folgten zwei Verluste, die die Niederlausitzer nicht mehr kompensieren konnten. 1987 entging man dem Abstieg nur knapp als Fünfter auf dem vorletzten Tabellenrang. Altmeister Schimpke warf nach 23 Jahren in der höchsten Spielklasse das Handtuch. Frank-Thomas Seyfarth, Nummer drei der DDR-Rangliste, und Routinier Harald Richter gingen zurück in ihre Heimatvereine nach Gera und Karl-Marx-Stadt. Das Aus für die erste Mannschaft in der Oberliga war besiegelt. Erstmals fehlte eine Tröbitzer Mannschaft in der obersten Spielklasse des Landes.
Auf der anderen Seite trug die Arbeit des mittlerweile zum Nationaltrainer berufenen Jens Scheithauer erste Früchte. Die Schülermannschaft wurde Meister in ihrer Altersklasse, die Jugendlichen erkämpften sich Bronze. Einige von ihnen hatten sogar maßgeblichen Anteil am Aufstieg der zweiten Tröbitzer Mannschaft in die DDR-Liga. Als Liga-Neuling zahlte die nun zum A-Team gewandelte Truppe jedoch erst einmal viel Lehrgeld. Erst im Saisonfinish gelang der Mannschaft der Klassenerhalt. Eine Ausnahmestellung erkämpfte sich in dieser Zeit Peggy Richter. Neun Titel errang sie zwischen 1985 und 1990 allein in der Vorwendezeit bei Nachwuchsmeisterschaften in den Einzeldisziplinen. Bis in die Juniorenzeit schaffte sie es, die spätere gesamtdeutsche Meisterin Katja Michalowsky zu besiegen. Richter war auch in der Mannschaft bei den Damen der Punktgarant Nummer eins, während bei den Herren Jens Scheithauer für zahlreiche Punkte verantwortlich zeichnete. Beide Spieler führten das Team 1989 zum Staffelsieg in der Liga, zu zwei Siegen in der anschließenden Relegation und zum Aufstieg in die zweithöchste DDR-Spielklasse.

### Nach der Wende
Nach der Wende gelang es dem Tröbitzer Verein, nunmehr als BV Tröbitz agierend, das tschechische Badmintonehepaar Petr Báša und Ludmila Bášová, beide mehrmalige Weltmeisterschaftsteilnehmer für ihr Land, zu engagieren. Ebenfalls trug die Nachwuchsförderung zunehmende Früchte. So erkämpfte sich die Mannschaft der U15 im März 2000 bei den norddeutschen Mannschaftsmeisterschaften in Elsterwerda die Silbermedaillen. Selten konnten die Nachwuchstalente jedoch aufgrund fehlender beruflicher Perspektiven in Tröbitz gehalten werden und eine Integration des Nachwuchses in die Erwachsenenteams gelang nur in wenigen Fällen. Fehlende Sponsoren in der strukturschwachen Niederlausitzer Region erschwerten auf der anderen Seite die Verpflichtung von Legionären, so dass überregionale sportliche Erfolge des Vereins immer seltener wurden.

## Mannschaften, Platzierungen, Besetzungen
| Jahr      | Liga                                                             | Platz                                                                         | Besetzung |
| --------- | ---------------------------------------------------------------- | ----------------------------------------------------------------------------- | --- |
| 1959      | Bezirksmeisterschaft Cottbus (ohne weiterführende Meisterschaft) | Bezirksmeister                                                                | Aktivist Tröbitz (Gottfried Seemann, Annemarie Fritzsche, Gerolf Seemann, Joachim Ecknig, Marlies Zosel, Hans Bräuer, Klaus Löschke) |
| 1960      | Oberliga                                                         | DDR-Meister                                                                   | Aktivist Tröbitz (Gottfried Seemann, Annemarie Fritzsche, Gerolf Seemann, Joachim Ecknig, Helga Krüger, Hans Bräuer, Klaus Vogel, Ina Peuten) |
| 1961      | Oberliga                                                         | DDR-Vizemeister                                                               | Aktivist Tröbitz (Gottfried Seemann, Hans Bräuer, Joachim Ecknig, Klaus Katzor, Gerolf Seemann, Annemarie Fritzsche, Helga Krüger) |
| 1962      | Oberliga                                                         | DDR-Meister                                                                   | Aktivist Tröbitz (Gottfried Seemann, Gerolf Seemann, Peter Schurig, Erich Wilde, Klaus Katzor, Annemarie Fritzsche, Rita Gerschner, Helga Krüger) |
| 1963      | Oberliga                                                         | DDR-Meister                                                                   | Aktivist Tröbitz (Gottfried Seemann, Gerolf Seemann, Erich Wilde, Klaus Katzor, Annemarie Fritzsche, Rita Gerschner) |
| 1964      | Oberliga                                                         | DDR-Meister                                                                   | Aktivist Tröbitz (Gottfried Seemann, Gerolf Seemann, Erich Wilde, Klaus Katzor, Annemarie Fritzsche, Rita Gerschner) |
| 1965      | Oberliga                                                         | DDR-Meister                                                                   | Aktivist Tröbitz (Gottfried Seemann, Gerolf Seemann, Erich Wilde, Klaus Katzor, Heinz Glormus, Gerhard Dietze, Peter Schurig, Gotthard Girke, Marlies Bissendorf, Gitta Rost, Annemarie Fritzsche, Rita Gerschner)                                                   |
| 1966      | Oberliga                                                         | DDR-Meister                                                                   | Aktivist Tröbitz (Gottfried Seemann, Joachim Schimpke, Gerolf Seemann, Peter Schurig, Erich Wilde, Klaus Katzor, Rita Gerschner, Annemarie Fritzsche, Gitta Rost) |
| 1967      | Oberliga                                                         | DDR-Meister                                                                   | Aktivist Tröbitz (Gottfried Seemann, Joachim Schimpke, Erich Wilde, Klaus-Peter Färber, Klaus Katzor, Harry Deinert, Helfried Wunderlich, Gerhard Dietze, Ruth Mertzig, Rita Gerschner, Annemarie Fritzsche)                                                         |
| 1968      | Oberliga                                                         | DDR-Meister                                                                   | Aktivist Tröbitz (Gottfried Seemann, Joachim Schimpke, Erich Wilde, Klaus-Peter Färber, Klaus Katzor, Ruth Mertzig, Annemarie Seemann, Rita Gerschner) |
| 1969      | Oberliga                                                         | DDR-Meister                                                                   | Aktivist Tröbitz (Gottfried Seemann, Joachim Schimpke, Erich Wilde, Klaus-Peter Färber, Klaus Katzor, Roland Riese, Harry Deinert, Ruth Mertzig, Rita Gerschner, Annemarie Seemann, Angelika Seifert, Monika Thiere)                                                 |
| 1970      | Oberliga                                                         | DDR-Meister                                                                   | Aktivist Tröbitz (Gottfried Seemann, Joachim Schimpke, Erich Wilde, Klaus-Peter Färber, Roland Riese, Klaus Katzor, Rita Gerschner, Monika Thiere, Annemarie Seemann)                                                                                                |
| 1971      | Oberliga                                                         | DDR-Meister                                                                   | Aktivist Tröbitz (Gottfried Seemann, Werner Michael, Joachim Schimpke, Erich Wilde, Harry Deinert, Klaus-Peter Färber, Roland Riese, Klaus Katzor, Angelika Seifert, Monika Thiere, Rita Gerschner)                                                                  |
| 1972      | Oberliga                                                         | DDR-Vizemeister                                                               | Fortschritt Tröbitz (Gottfried Seemann, Werner Michael, Joachim Schimpke, Klaus-Peter Färber, Roland Riese, Rainer Skobowsky, Klaus Katzor, Rita Gerschner, Angelika Seifert, Monika Thiere)                                                                         |
| 1973      | Oberliga                                                         | DDR-Vizemeister                                                               | Fortschritt Tröbitz (Gottfried Seemann, Gerhard Riese, Joachim Schimpke, Claus Cassens, Klaus-Peter Färber, Roland Riese, Klaus Katzor, Monika Thiere, Angelika Seifert, Rita Gerschner)                                                                             |
| 1974      | Oberliga                                                         | DDR-Vizemeister                                                               | Fortschritt Tröbitz (Annemarie Richter, Harald Richter, Monika Thiere, Joachim Schimpke, Klaus-Peter Färber, Roland Riese, Werner Michael) |
| 1975      | Oberliga                                                         | DDR-Vizemeister                                                               | Fortschritt Tröbitz (Klaus Katzor, Joachim Schimpke, Roland Riese, Klaus Skobowsky, Harald Richter, Rena Scheithauer, Christine Ober, Carmen Ober) |
| 1976      | Oberliga                                                         | 4. Platz                                                                      | Fortschritt Tröbitz (Joachim Schimpke, Roland Riese, Harald Richter, Manfred Kaulisch, Werner Michael, Gerd Wendt, Gottfried Seemann, Christine Ober, Carmen Ober)                                                                                                   |
| 1977      | Oberliga                                                         | DDR-Vizemeister                                                               | Fortschritt Tröbitz (Frank-Thomas Seyfarth, Joachim Schimpke, Roland Riese, Klaus Skobowsky, Harald Richter, Christine Ober, Carmen Ober) |
| 1978      | Oberliga                                                         | DDR-Vizemeister                                                               | Fortschritt Tröbitz (Frank-Thomas Seyfarth, Joachim Schimpke, Roland Riese, Klaus Skobowsky, Harald Richter, Christine Ober, Carmen Ober) |
| 1979      | Oberliga                                                         | DDR-Vizemeister                                                               | Fortschritt Tröbitz (Frank-Thomas Seyfarth, Joachim Schimpke, Roland Riese, Klaus Skobowsky, Harald Richter, Christine Ober, Carmen Ober) |
| 1980      | Oberliga                                                         | DDR-Vizemeister                                                               | Fortschritt Tröbitz (Frank-Thomas Seyfarth, Joachim Schimpke, Roland Riese, Klaus Skobowsky, Harald Richter, Christine Ober, Carmen Ober) |
| 1981      | Oberliga                                                         | DDR-Vizemeister                                                               | Fortschritt Tröbitz (Frank-Thomas Seyfarth, Joachim Schimpke, Roland Riese, Klaus Skobowsky, Harald Richter, Christine Ober, Carmen Ober) |
| 1982      | Oberliga                                                         | DDR-Vizemeister                                                               | Fortschritt Tröbitz (Frank-Thomas Seyfarth, Joachim Schimpke, Roland Riese, Klaus Skobowsky, Harald Richter, Christine Ober, Carmen Ober) |
| 1983      | Oberliga                                                         | 3. Platz                                                                      | Fortschritt Tröbitz (Joachim Schimpke, Roland Riese, Frank-Thomas Seyfarth, Thomas Dittrich, Harald Richter, René Born, Christine Ober, Carmen Ober, Annemarie Seemann, Petra Schubert)                                                                              |
| 1984      | Oberliga                                                         | 3. Platz                                                                      | Fortschritt Tröbitz (Frank-Thomas Seyfarth, Jens Scheithauer, Joachim Schimpke, Thomas Dittrich, Klaus Skobowsky, Harald Richter, Jörg Deutschmann, Petra Schubert, Andrea Pohling)                                                                                  |
| 1985      | Oberliga                                                         | 3. Platz                                                                      | Fortschritt Tröbitz (Frank-Thomas Seyfarth, Jens Scheithauer, Joachim Schimpke, Thomas Dittrich, Harald Richter, Petra Schubert, Christine Maertin) |
| 1986      | Oberliga                                                         | DDR-Vizemeister                                                               | Fortschritt Tröbitz (Frank-Thomas Seyfarth, Joachim Schimpke, Jens Scheithauer, Klaus Skobowsky, Petra Schubert, Christine Maertin) |
| 1987      | Oberliga                                                         | 5. Platz, Mannschaft nach Saison nicht gestartet                              | Fortschritt Tröbitz (Frank-Thomas Seyfarth, Joachim Schimpke, Harald Richter, Klaus Skobowsky, Thomas Dittrich, Petra Schubert, Michaela Junker) |
| 1988      | DDR-Liga                                                         | 4. Platz                                                                      | Fortschritt Tröbitz (Jens Scheithauer, Thomas Dittrich, Uwe Maertin, Karsten Kipp, Marcus Hampel, Frank Gadow, Ines Gattermann, Peggy Richter, Heike Höhne, Heike Goedicke, Andrea Pohling, Christine Maertin)                                                       |
| 1989      | DDR-Liga                                                         | 1. Platz, Aufstieg                                                            | Fortschritt Tröbitz (Jens Scheithauer, Thomas Dittrich, René Born, Maik Schubert, Marcus Hampel, Frank Gadow, Karsten Kipp, Klaus Skobowsky, Peggy Richter, Heike Höhne, Heike Goedicke, Ines Gattermann, Christine Maertin)                                         |
| 1990      | Oberliga B                                                       | 2. Platz                                                                      | Fortschritt Tröbitz (Jens Scheithauer, Thomas Dittrich, René Born, Maik Schubert, Karsten Kipp, Peggy Richter, Heike Höhne, Heike Goedicke, Christine Maertin) |
| 1991      | Oberliga B                                                       | 1. Platz (Aufstieg in 2. Bundesliga am Tage des Aufstiegs vom DBV gestrichen) | Grün-Weiß Finsterwalde (Jens Scheithauer, Thomas Dittrich, René Born, Maik Schubert, Heiko Vogt, Thomas Riese, Peggy Richter, Heike Höhne, Heike Goedicke) |
| 1992      | Oberliga Nord                                                    | 5. Platz                                                                      | BV Tröbitz (Jens Scheithauer, Thomas Dittrich, René Born, Andreas Benz, Frank Gadow, Heiko Vogt, Thomas Riese, Peggy Richter, Heike Höhne, Heike Goedicke) |
| 1993      | Oberliga Nord                                                    |                                                                               | BV Tröbitz (Jens Scheithauer, René Born, Robert Samtleben, Andreas Benz, Frank Gadow, Heiko Vogt, Thomas Riese, Peggy Richter, Janet Zander, Juliane Friedrich) |
| 1994      | Oberliga Nord                                                    |                                                                               | BV Tröbitz (Petr Báša, Jens Scheithauer, René Born, Andreas Benz, Frank Gadow, Heiko Vogt, Thomas Riese, Jörn Teige, Peggy Richter, Janet Zander, Melanie John) |
| 1995      | Oberliga Nord                                                    |                                                                               | BV Tröbitz (Petr Báša, Jens Scheithauer, René Born, Marlon Walter, Heiko Vogt, Thomas Riese, Jörn Teige, Ludmila Bášová, Peggy Richter, Janet Zander, Melanie John)                                                                                                  |
| 1996      | Oberliga Nord                                                    |                                                                               | BV Tröbitz (Petr Báša, Jens Scheithauer, René Born, Marlon Walter, Heiko Vogt, Carsten Schulz, Matthias Teitzel, Markus Wilde, Torsten Fimm, Ludmila Bášová, Katja Gragert, Melanie John)                                                                            |
| 1997      | Oberliga Nord                                                    | 5. Platz                                                                      | BV Tröbitz (Petr Báša, Jens Scheithauer, René Born, Marlon Walter, Thomas Riese, Patrick Nelte, Ludmila Bášová, Antje Schaff, Melanie John, Ines Scheithauer, Birgit Weinert, Yvonne Riese, Berit Bellstedt)                                                         |
| 1998      | Oberliga Nord                                                    | 7. Platz, Abstieg                                                             | BV Tröbitz (Petr Báša, Jens Scheithauer, René Born, René Dolhun, Thomas Riese, Patrick Nelte, Carsten Schulz, Ludmila Bášová, Caterina Vogel, Birgit Weinert, Antje Schaff, Melanie John, Christel Richter, Doreen Born, Katja Geißler)                              |
| 1999      | Brandenburg-Liga                                                 | 2. Platz                                                                      | BV Tröbitz (Petr Báša, Jens Scheithauer, René Born, Lutz Jenke, Thomas Riese, Carsten Schulz, Jana Voigtmann, Caterina Vogel, Melanie John) |
| 2000      | Brandenburg-Liga                                                 | 1. Platz, Aufstieg                                                            | BV Tröbitz (Petr Báša, Jens Scheithauer, René Born, Lutz Jenke, Thomas Riese, Carsten Schulz, Karsten Kipp, Werner Michael, Horst Michael, Heiko Vogt, René Dolhun, Jana Voigtmann, Caterina Vogel, Doreen Born, Yvonne Riese, Katja Oppenkowski, Linda Scheithauer) |
| 2001      | Oberliga Nord                                                    |                                                                               | BV Tröbitz (Petr Báša, Andreas Stoll, Stefan Sadlau, Thomas Riese, Carsten Schulz, Jens Scheithauer, Anne Eckart, Caterina Vogel) |
| 2002      | Oberliga Nord                                                    |                                                                               | BV Tröbitz (Petr Báša, Andreas Stoll, Stefan Sadlau, Thomas Riese, Ronny Probst, Marcel Bachmann, Carsten Schulz, Anne Eckart, Jana Voigtmann, Caterina Vogel, Linda Scheithauer)                                                                                    |
| 2003      | Oberliga Nord                                                    |                                                                               | BV Tröbitz (Petr Báša, Stefan Sadlau, Jens Langhammer, Thomas Riese, Ronny Probst, Marcel Bachmann, René Dolhun, Tina Langhammer, Jana Voigtmann) |
| 2004      | Oberliga Nord                                                    | 2. Platz, Aufstieg                                                            | BV Tröbitz (Petr Báša, Stefan Sadlau, Jens Langhammer, Thomas Riese, Jens Scheithauer, Ronny Probst, Marcel Bachmann, Robin Koerdt, Michel Scheithauer, Tina Langhammer, Linda Scheithauer, Jenny Bayger, Christin Bieligk)                                          |
| 2005      | Regionalliga Nord                                                | 8. Platz, Abstieg                                                             | BV Tröbitz (Petr Báša, Stefan Sadlau, Jens Langhammer, Andreas Stoll, Thomas Riese, Jenny Bayger, Christin Bieligk, Tina Langhammer) |
| 2006      | Oberliga Nord                                                    | 7. Platz, Abstieg                                                             | BV Tröbitz (Petr Báša, Stefan Sadlau, Jens Langhammer, René Dolhun, Andreas Stoll, Daniel Pohling, Ralf Ackermann, Jenny Bayger, Christin Bieligk, Tina Langhammer, Linda Scheithauer)                                                                               |
| 2007      | Berlin-Brandenburg-Liga                                          | 2. Platz                                                                      | BV Tröbitz (Stefan Sadlau, Jens Langhammer, Simon Woodall, Thomas Riese, René Dolhun, Marcel Bachmann, Jenny Bayger, Christin Bieligk) |
| 2008      | Berlin-Brandenburg-Liga                                          | 4. Platz                                                                      | BV Tröbitz (Thomas Riese, Simon Woodall, René Dolhun, Marcel Bachmann, Carsten Schulz, Ralf Ackermann, Andreas Stoll, Marlon Walter, Jenny Bayger, Christin Bieligk, Julia Vogel)                                                                                    |
| 2009      | Berlin-Brandenburg-Liga                                          | 5. Platz                                                                      | BV Tröbitz (Thomas Riese, Simon Woodall, René Dolhun, Marcel Bachmann, Carsten Schulz, Ralf Ackermann, Mike Jaskowski, Marlon Walter, Jenny Bayger, Christin Bieligk, Lisa Jaskowski)                                                                                |
| 2010      | Berlin-Brandenburg-Liga                                          | 7. Platz                                                                      | BV Tröbitz (Simon Woodall, René Dolhun, Michel Scheithauer, Marcel Bachmann, Carsten Schulz, Sebastian Roßa, Ralf Ackermann, Konrad Friedrich, Gordon Weißenborn, Jenny Bayger, Christin Bieligk, Julia Vogel, Ulrike Magnus)                                        |
| 2011      | Landesliga I                                                     | 6. Platz                                                                      | BV Tröbitz (Simon Woodall, Thomas Riese, René Dolhun, Michel Scheithauer, Andreas Ehrlich, Carsten Schulz, Ralf Ackermann, Gordon Weißenborn, Jenny Bayger, Christin Bieligk, Ines Scheithauer, Elvira Ehrlich)                                                      |
| 2012      | Landesliga II                                                    | Mannschaft zurückgezogen                                                      | BV Tröbitz (Simon Woodall, René Dolhun, Sebastian Roßa, Gordon Weißenborn, Christin Bieligk, Ines Scheithauer, Ulrike Magnus) |
| 2013      | Bezirksliga II                                                   | 3. Platz                                                                      | BV Tröbitz (Simon Woodall, René Dolhun, Robert Ehrlich, Anton Kopsch, Sebastian Friedrich, Carsten Schulz, Thomas Riese, Gordon Weißenborn, Natalie Wendt, Bianca Micheel, Elvira Ehrlich, Ines Müller)                                                              |
| 2014      | Bezirksliga II                                                   | 6. Platz                                                                      | BV Tröbitz (Simon Woodall, Anton Kopsch, Sebastian Friedrich, Gordon Weißenborn, Tom Stromowski, Natalie Wendt, Manja Berge, Christin Bieligk, Bianca Micheel, Elvira Ehrlich, Ines Scheithauer)                                                                     |
| 2015      | Bezirksliga II                                                   | 7. Platz                                                                      | BV Tröbitz (Anton Kopsch, Tom Stromowski, Gordon Weißenborn, Heiko Vogt, Simon Woodall, Sebastian Friedrich, Konrad Friedrich, Patricia Pierdel, Bianca Micheel, Natalie Wendt)                                                                                      |
| 2016      | Bezirksliga II                                                   | zurückgezogen                                                                 | BV Tröbitz (Tom Stromowski, Gordon Weißenborn, Willi Weißenborn, Heiko Vogt, Simon Woodall, Max Fornoville, Patricia Pierdel, Ines Müller, Elvira Ehrlich) |
| seit 2017 | -                                                                | nicht gestartet                                                               | BV Tröbitz |

## Goldmedaillengewinner bei DDR-Meisterschaften
| Veranstaltung                             | Gold | Saison    | Disziplin    |
| ----------------------------------------- | --- | --------- | ------------ |
| DDR-Bestenermittlung AK 12/13             | Christa Pietruschka (Aktivist Tröbitz) | 1959/1960 | Dameneinzel  |
| DDR-Mannschaftsmeisterschaft              | Aktivist Tröbitz (Gottfried Seemann, Annemarie Fritzsche, Gerolf Seemann, Joachim Ecknig, Helga Krüger, Hans Bräuer, Klaus Vogel, Ina Peuten)                                                                        | 1959/1960 | Mannschaft   |
| DDR-Einzelmeisterschaft                   | Gottfried Seemann (Aktivist Tröbitz) | 1960/1961 | Herreneinzel |
| DDR-Einzelmeisterschaft                   | Gottfried Seemann / Gerolf Seemann (Aktivist Tröbitz) | 1960/1961 | Herrendoppel |
| DDR-Bestenermittlung AK 12/13             | Jürgen Bommel (Aktivist Tröbitz) | 1960/1961 | Herreneinzel |
| DDR-Bestenermittlung AK 12/13             | Jürgen Bommel / Heidrun Hapke (Aktivist Tröbitz) | 1960/1961 | Mixed        |
| DDR-Bestenermittlung AK 12/13             | Klaus Vater / Jürgen Bommel (Turbine KW Lübbenau / Aktivist Tröbitz) | 1960/1961 | Herrendoppel |
| DDR-Mannschaftsmeisterschaft              | Aktivist Tröbitz (Gottfried Seemann, Gerolf Seemann, Peter Schurig, Erich Wilde, Klaus Katzor, Annemarie Fritzsche, Rita Gerschner, Helga Krüger)                                                                    | 1961/1962 | Mannschaft   |
| DDR-Bestenermittlung AK 10/11             | Bernd Bäcker (Aktivist Tröbitz) | 1961/1962 | Herreneinzel |
| DDR-Einzelmeisterschaft                   | Erich Wilde / Rita Gerschner (Aktivist Tröbitz) | 1961/1962 | Mixed        |
| DDR-Einzelmeisterschaft                   | Gottfried Seemann (Aktivist Tröbitz) | 1961/1962 | Herreneinzel |
| DDR-Bestenermittlung AK 12/13             | Harry Deinert (Aktivist Tröbitz) | 1961/1962 | Herreneinzel |
| DDR-Bestenermittlung AK 12/13             | Heidrun Hapke (Aktivist Tröbitz) | 1961/1962 | Dameneinzel  |
| DDR-Bestenermittlung AK 12/13             | Heidrun Hapke / Ingrid Rädisch (Aktivist Tröbitz) | 1961/1962 | Damendoppel  |
| DDR-Einzelmeisterschaft                   | Rita Gerschner (Aktivist Tröbitz) | 1961/1962 | Dameneinzel  |
| DDR-Einzelmeisterschaft                   | Rita Gerschner / Annemarie Fritzsche (Aktivist Tröbitz) | 1961/1962 | Damendoppel  |
| DDR-Bestenermittlung Schüler Pionierpokal | Aktivist Tröbitz | 1962/1963 | Mannschaft   |
| DDR-Mannschaftsmeisterschaft              | Aktivist Tröbitz (Gottfried Seemann, Gerolf Seemann, Erich Wilde, Klaus Katzor, Annemarie Fritzsche, Rita Gerschner)                                                                                                 | 1962/1963 | Mannschaft   |
| DDR-Mannschaftspokal Jugend (FDJ-Pokal)   | Aktivist Tröbitz (Jürgen Bommel, Siegfried Kirmse, Harry Deinert, Heidrun Hapke, Klaus-Peter Färber, Gerd Wendt, Gerlinde Krusche)                                                                                   | 1962/1963 | Mannschaft   |
| DDR-Bestenermittlung AK 10/11             | Bernd Bäcker (Aktivist Tröbitz) | 1962/1963 | Herreneinzel |
| DDR-Einzelmeisterschaft                   | Gottfried Seemann (Aktivist Tröbitz) | 1962/1963 | Herreneinzel |
| DDR-Einzelmeisterschaft                   | Gottfried Seemann / Erich Wilde (Aktivist Tröbitz) | 1962/1963 | Herrendoppel |
| DDR-Einzelmeisterschaft                   | Gottfried Seemann / Rita Gerschner (Aktivist Tröbitz) | 1962/1963 | Mixed        |
| DDR-Seniorenmeisterschaft AK I            | Helga Rädisch / Lydia Pösch (Aktivist Tröbitz / Lok Cottbus) | 1962/1963 | Damendoppel  |
| DDR-Einzelmeisterschaft AK 16/17          | Jürgen Bommel (Aktivist Tröbitz) | 1962/1963 | Herreneinzel |
| DDR-Seniorenmeisterschaft AK I            | Lothar Rädisch (Aktivist Tröbitz) | 1962/1963 | Herreneinzel |
| DDR-Seniorenmeisterschaft AK I            | Lothar Rädisch / Helfried Wunderlich (Aktivist Tröbitz) | 1962/1963 | Herrendoppel |
| DDR-Seniorenmeisterschaft AK I            | Lothar Rädisch / Helga Rädisch (Aktivist Tröbitz) | 1962/1963 | Mixed        |
| DDR-Einzelmeisterschaft                   | Rita Gerschner (Aktivist Tröbitz) | 1962/1963 | Dameneinzel  |
| DDR-Einzelmeisterschaft                   | Rita Gerschner / Annemarie Fritzsche (Aktivist Tröbitz) | 1962/1963 | Damendoppel  |
| DDR-Bestenermittlung AK 12/13             | Roland Riese / Bernd Bäcker (Aktivist Tröbitz) | 1962/1963 | Herrendoppel |
| DDR-Bestenermittlung Schüler Pionierpokal | Aktivist Tröbitz | 1963/1964 | Mannschaft   |
| DDR-Mannschaftsmeisterschaft Jugend       | Aktivist Tröbitz | 1963/1964 | Mannschaft   |
| DDR-Mannschaftsmeisterschaft              | Aktivist Tröbitz (Gottfried Seemann, Gerolf Seemann, Erich Wilde, Klaus Katzor, Annemarie Fritzsche, Rita Gerschner)                                                                                                 | 1963/1964 | Mannschaft   |
| DDR-Einzelmeisterschaft                   | Gottfried Seemann (Aktivist Tröbitz) | 1963/1964 | Herreneinzel |
| DDR-Einzelmeisterschaft                   | Gottfried Seemann / Erich Wilde (Aktivist Tröbitz) | 1963/1964 | Herrendoppel |
| DDR-Einzelmeisterschaft                   | Gottfried Seemann / Rita Gerschner (Aktivist Tröbitz) | 1963/1964 | Mixed        |
| DDR-Einzelmeisterschaft AK 16/17          | Heidrun Hapke (Aktivist Tröbitz) | 1963/1964 | Dameneinzel  |
| DDR-Einzelmeisterschaft AK 16/17          | Heidrun Hapke / Gerlinde Krusche (Aktivist Tröbitz) | 1963/1964 | Damendoppel  |
| DDR-Seniorenmeisterschaft AK I            | Helfried Wunderlich / Heinz Pösch (Aktivist Tröbitz / Lok Cottbus) | 1963/1964 | Herrendoppel |
| DDR-Seniorenmeisterschaft AK I            | Helfried Wunderlich / Helga Krüger (Aktivist Tröbitz) | 1963/1964 | Mixed        |
| DDR-Einzelmeisterschaft AK 16/17          | Jürgen Bommel (Aktivist Tröbitz) | 1963/1964 | Herreneinzel |
| DDR-Einzelmeisterschaft AK 16/17          | Jürgen Bommel / Heidrun Hapke (Aktivist Tröbitz) | 1963/1964 | Mixed        |
| DDR-Einzelmeisterschaft AK 16/17          | Jürgen Bommel / Siegfried Kirmse (Aktivist Tröbitz) | 1963/1964 | Herrendoppel |
| DDR-Bestenermittlung AK 10/11             | Monika Thiere / Angelika Seifert (Aktivist Tröbitz) | 1963/1964 | Damendoppel  |
| DDR-Einzelmeisterschaft                   | Rita Gerschner (Aktivist Tröbitz) | 1963/1964 | Dameneinzel  |
| DDR-Einzelmeisterschaft                   | Rita Gerschner / Annemarie Seemann (Aktivist Tröbitz) | 1963/1964 | Damendoppel  |
| DDR-Bestenermittlung AK 12/13             | Roland Riese (Aktivist Tröbitz) | 1963/1964 | Herreneinzel |
| DDR-Bestenermittlung AK 12/13             | Roland Riese / Peter Schurig (Aktivist Tröbitz) | 1963/1964 | Herrendoppel |
| DDR-Bestenermittlung Schüler Pionierpokal | Aktivist Tröbitz | 1964/1965 | Mannschaft   |
| DDR-Mannschaftsmeisterschaft Jugend       | Aktivist Tröbitz | 1964/1965 | Mannschaft   |
| DDR-Mannschaftsmeisterschaft              | Aktivist Tröbitz (Gottfried Seemann, Gerolf Seemann, Erich Wilde, Klaus Katzor, Heinz Glormus, Gerhard Dietze, Peter Schurig, Gotthard Girke, Marlies Bissendorf, Gitta Rost, Annemarie Fritzsche, Rita Gerschner)   | 1964/1965 | Mannschaft   |
| DDR-Bestenermittlung AK 12/13             | Bernd Bäcker (Aktivist Tröbitz) | 1964/1965 | Herreneinzel |
| DDR-Einzelmeisterschaft                   | Gottfried Seemann (Aktivist Tröbitz) | 1964/1965 | Herreneinzel |
| DDR-Einzelmeisterschaft                   | Gottfried Seemann / Erich Wilde (Aktivist Tröbitz) | 1964/1965 | Herrendoppel |
| DDR-Einzelmeisterschaft                   | Gottfried Seemann / Rita Gerschner (Aktivist Tröbitz) | 1964/1965 | Mixed        |
| DDR-Einzelmeisterschaft AK 16/17          | Heidrun Hapke (Aktivist Tröbitz) | 1964/1965 | Dameneinzel  |
| DDR-Einzelmeisterschaft AK 16/17          | Heidrun Hapke / Vera Below (Aktivist Tröbitz / Einheit Dorfchemnitz) | 1964/1965 | Damendoppel  |
| DDR-Seniorenmeisterschaft AK I            | Helfried Wunderlich / Heinz Pösch (Aktivist Tröbitz / Lok Cottbus) | 1964/1965 | Herrendoppel |
| DDR-Einzelmeisterschaft AK 16/17          | Jürgen Bommel (Aktivist Tröbitz) | 1964/1965 | Herreneinzel |
| DDR-Einzelmeisterschaft AK 16/17          | Jürgen Bommel / Heidrun Hapke (Aktivist Tröbitz) | 1964/1965 | Mixed        |
| DDR-Einzelmeisterschaft                   | Rita Gerschner (Aktivist Tröbitz) | 1964/1965 | Dameneinzel  |
| DDR-Einzelmeisterschaft                   | Rita Gerschner / Beate Herbst (Aktivist Tröbitz / DHfK Leipzig) | 1964/1965 | Damendoppel  |
| DDR-Mannschaftsmeisterschaft              | Aktivist Tröbitz (Gottfried Seemann, Joachim Schimpke, Gerolf Seemann, Peter Schurig, Erich Wilde, Klaus Katzor, Rita Gerschner, Annemarie Fritzsche, Gitta Rost)                                                    | 1965/1966 | Mannschaft   |
| DDR-Bestenermittlung AK 10/11             | Gerhard Riese / Klaus Skobowsky (Aktivist Tröbitz) | 1965/1966 | Herrendoppel |
| DDR-Einzelmeisterschaft                   | Gottfried Seemann (Aktivist Tröbitz) | 1965/1966 | Herreneinzel |
| DDR-Einzelmeisterschaft                   | Gottfried Seemann / Erich Wilde (Aktivist Tröbitz) | 1965/1966 | Herrendoppel |
| DDR-Einzelmeisterschaft                   | Gottfried Seemann / Rita Gerschner (Aktivist Tröbitz) | 1965/1966 | Mixed        |
| DDR-Einzelmeisterschaft AK 16/17          | Jürgen Bommel (Aktivist Tröbitz) | 1965/1966 | Herreneinzel |
| DDR-Einzelmeisterschaft AK 16/17          | Jürgen Bommel / Roland Riese (Aktivist Tröbitz) | 1965/1966 | Herrendoppel |
| DDR-Einzelmeisterschaft AK 16/17          | Jürgen Bommel / Ruth Mertzig (Aktivist Tröbitz) | 1965/1966 | Mixed        |
| DDR-Bestenermittlung AK 10/11             | Klaus Skobowsky (Aktivist Tröbitz) | 1965/1966 | Herreneinzel |
| DDR-Bestenermittlung AK 12/13             | Monika Thiere (Aktivist Tröbitz) | 1965/1966 | Dameneinzel  |
| DDR-Bestenermittlung AK 12/13             | Monika Thiere / Angelika Seifert (Aktivist Tröbitz) | 1965/1966 | Damendoppel  |
| DDR-Einzelmeisterschaft                   | Rita Gerschner (Aktivist Tröbitz) | 1965/1966 | Dameneinzel  |
| DDR-Einzelmeisterschaft                   | Rita Gerschner / Annemarie Seemann (Aktivist Tröbitz) | 1965/1966 | Damendoppel  |
| DDR-Mannschaftsmeisterschaft              | Aktivist Tröbitz (Gottfried Seemann, Joachim Schimpke, Erich Wilde, Klaus-Peter Färber, Klaus Katzor, Harry Deinert, Helfried Wunderlich, Gerhard Dietze, Ruth Mertzig, Rita Gerschner, Annemarie Fritzsche)         | 1966/1967 | Mannschaft   |
| DDR-Einzelmeisterschaft                   | Gottfried Seemann (Aktivist Tröbitz) | 1966/1967 | Herreneinzel |
| DDR-Einzelmeisterschaft                   | Gottfried Seemann / Erich Wilde (Aktivist Tröbitz) | 1966/1967 | Herrendoppel |
| DDR-Einzelmeisterschaft                   | Gottfried Seemann / Rita Gerschner (Aktivist Tröbitz) | 1966/1967 | Mixed        |
| DDR-Bestenermittlung AK 10/11             | Klaus Skobowsky (Aktivist Tröbitz) | 1966/1967 | Herreneinzel |
| DDR-Bestenermittlung AK 10/11             | Klaus Skobowsky / Wilfried Bessin (Aktivist Tröbitz / Lok Haldensleben) | 1966/1967 | Herrendoppel |
| DDR-Einzelmeisterschaft AK 16/17          | Monika Thiere (Aktivist Tröbitz) | 1966/1967 | Dameneinzel  |
| DDR-Einzelmeisterschaft AK 16/17          | Roland Riese / Monika Thiere (Aktivist Tröbitz) | 1966/1967 | Mixed        |
| DDR-Mannschaftsmeisterschaft Jugend       | Aktivist Tröbitz | 1967/1968 | Mannschaft   |
| DDR-Mannschaftsmeisterschaft              | Aktivist Tröbitz (Gottfried Seemann, Joachim Schimpke, Erich Wilde, Klaus-Peter Färber, Klaus Katzor, Ruth Mertzig, Annemarie Seemann, Rita Gerschner)                                                               | 1967/1968 | Mannschaft   |
| DDR-Seniorenmeisterschaft AK I            | Helfried Wunderlich / Gerhard Dietze (Aktivist Tröbitz) | 1967/1968 | Herrendoppel |
| DDR-Einzelmeisterschaft                   | Joachim Schimpke (Aktivist Tröbitz) | 1967/1968 | Herreneinzel |
| DDR-Einzelmeisterschaft                   | Klaus Katzor / Joachim Schimpke (Aktivist Tröbitz) | 1967/1968 | Herrendoppel |
| DDR-Bestenermittlung AK 10/11             | Klaus Skobowsky (Aktivist Tröbitz) | 1967/1968 | Herreneinzel |
| DDR-Einzelmeisterschaft AK 16/17          | Monika Thiere (Aktivist Tröbitz) | 1967/1968 | Dameneinzel  |
| DDR-Einzelmeisterschaft AK 16/17          | Roland Riese / Monika Thiere (Aktivist Tröbitz) | 1967/1968 | Mixed        |
| DDR-Mannschaftsmeisterschaft Jugend       | Aktivist Tröbitz | 1968/1969 | Mannschaft   |
| DDR-Mannschaftsmeisterschaft              | Aktivist Tröbitz (Gottfried Seemann, Joachim Schimpke, Erich Wilde, Klaus-Peter Färber, Klaus Katzor, Roland Riese, Harry Deinert, Ruth Mertzig, Rita Gerschner, Annemarie Seemann, Angelika Seifert, Monika Thiere) | 1968/1969 | Mannschaft   |
| DDR-Einzelmeisterschaft AK 16/17          | Bernd Bäcker / Monika Thiere (Aktivist Tröbitz) | 1968/1969 | Mixed        |
| DDR-Einzelmeisterschaft AK 12/13          | Klaus Skobowsky (Aktivist Tröbitz) | 1968/1969 | Herreneinzel |
| DDR-Einzelmeisterschaft AK 16/17          | Monika Thiere (Aktivist Tröbitz) | 1968/1969 | Dameneinzel  |
| FDGB-Pokal                                | Aktivist Tröbitz | 1969/1970 | Mannschaft   |
| DDR-Mannschaftsmeisterschaft              | Aktivist Tröbitz (Gottfried Seemann, Joachim Schimpke, Erich Wilde, Klaus-Peter Färber, Roland Riese, Klaus Katzor, Rita Gerschner, Monika Thiere, Annemarie Seemann)                                                | 1969/1970 | Mannschaft   |
| DDR-Einzelmeisterschaft                   | Joachim Schimpke / Rita Gerschner (Aktivist Tröbitz) | 1969/1970 | Mixed        |
| DDR-Einzelmeisterschaft                   | Klaus Katzor (Aktivist Tröbitz) | 1969/1970 | Herreneinzel |
| DDR-Einzelmeisterschaft                   | Klaus Katzor / Roland Riese (Aktivist Tröbitz) | 1969/1970 | Herrendoppel |
| DDR-Einzelmeisterschaft                   | Monika Thiere (Aktivist Tröbitz) | 1969/1970 | Dameneinzel  |
| DDR-Einzelmeisterschaft                   | Rita Gerschner / Monika Thiere (Aktivist Tröbitz) | 1969/1970 | Damendoppel  |
| DDR-Mannschaftsmeisterschaft              | Aktivist Tröbitz (Gottfried Seemann, Werner Michael, Joachim Schimpke, Erich Wilde, Harry Deinert, Klaus-Peter Färber, Roland Riese, Klaus Katzor, Angelika Seifert, Monika Thiere, Rita Gerschner)                  | 1970/1971 | Mannschaft   |
| DDR-Einzelmeisterschaft                   | Joachim Schimpke / Rita Gerschner (Aktivist Tröbitz) | 1970/1971 | Mixed        |
| DDR-Einzelmeisterschaft                   | Klaus Katzor / Roland Riese (Aktivist Tröbitz) | 1970/1971 | Herrendoppel |
| DDR-Einzelmeisterschaft                   | Monika Thiere (Aktivist Tröbitz) | 1970/1971 | Dameneinzel  |
| DDR-Einzelmeisterschaft                   | Rita Gerschner / Monika Thiere (Aktivist Tröbitz) | 1970/1971 | Damendoppel  |
| DDR-Einzelmeisterschaft                   | Monika Thiere (Fortschritt Tröbitz) | 1971/1972 | Dameneinzel  |
| DDR-Einzelmeisterschaft                   | Roland Riese / Monika Thiere (Fortschritt Tröbitz) | 1971/1972 | Mixed        |
| DDR-Einzelmeisterschaft AK 10/11          | Christine Ober (Fortschritt Tröbitz) | 1972/1973 | Dameneinzel  |
| DDR-Einzelmeisterschaft AK 10/11          | Christine Ober / Carmen Ober (Fortschritt Tröbitz) | 1972/1973 | Damendoppel  |
| DDR-Einzelmeisterschaft                   | Monika Thiere (Fortschritt Tröbitz) | 1972/1973 | Dameneinzel  |
| DDR-Einzelmeisterschaft                   | Monika Thiere / Annemarie Richter (Fortschritt Tröbitz) | 1972/1973 | Damendoppel  |
| DDR-Einzelmeisterschaft                   | Roland Riese / Monika Thiere (Fortschritt Tröbitz) | 1972/1973 | Mixed        |
| DDR-Einzelmeisterschaft AK 12/13          | Christine Ober / Carmen Ober (Fortschritt Tröbitz) | 1973/1974 | Damendoppel  |
| DDR-Einzelmeisterschaft                   | Joachim Schimpke / Wolfgang Böttcher (Fortschritt Tröbitz / DHfK Leipzig) | 1973/1974 | Herrendoppel |
| DDR-Einzelmeisterschaft AK 16/17          | Rainer Sperfeldt / Klaus Skobowsky (TSG Fürstenwalde / Fortschritt Tröbitz) | 1973/1974 | Herrendoppel |
| DDR-Einzelmeisterschaft AK 12/13          | Christine Ober (Fortschritt Tröbitz) | 1974/1975 | Dameneinzel  |
| DDR-Einzelmeisterschaft AK 12/13          | Christine Ober / Carmen Ober (Fortschritt Tröbitz) | 1974/1975 | Damendoppel  |
| DDR-Einzelmeisterschaft AK 14/15          | Carmen Ober / Christine Ober (Fortschritt Tröbitz) | 1976/1977 | Damendoppel  |
| DDR-Einzelmeisterschaft AK 16/17          | Carmen Ober / Christine Ober (Fortschritt Tröbitz) | 1976/1977 | Damendoppel  |
| DDR-Einzelmeisterschaft AK 16/17          | Jens Scheithauer / Christine Ober (Einheit Dorfchemnitz / Fortschritt Tröbitz) | 1976/1977 | Mixed        |
| DDR-Einzelmeisterschaft                   | Joachim Schimpke (Fortschritt Tröbitz) | 1977/1978 | Herreneinzel |
| DDR-Einzelmeisterschaft AK 16/17          | Ullrich Rutsatz / Christine Ober (Motor Zittau / Fortschritt Tröbitz) | 1977/1978 | Mixed        |
| DDR-Seniorenmeisterschaft AK I            | Joachim Schimpke (Fortschritt Tröbitz) | 1981/1982 | Herreneinzel |
| DDR-Einzelmeisterschaft AK 14/15          | Axel Hundorf / Petra Schubert (DHfK Leipzig / Fortschritt Tröbitz) | 1982/1983 | Mixed        |
| DDR-Seniorenmeisterschaft AK I            | Joachim Schimpke (Fortschritt Tröbitz) | 1982/1983 | Herreneinzel |
| DDR-Einzelmeisterschaft AK 14/15          | Kerstin Bohn / Petra Schubert (Einheit Greifswald / Fortschritt Tröbitz) | 1982/1983 | Damendoppel  |
| DDR-Einzelmeisterschaft                   | Frank-Thomas Seyfarth / Jens Scheithauer (Fortschritt Tröbitz) | 1983/1984 | Herrendoppel |
| DDR-Seniorenmeisterschaft AK I            | Joachim Schimpke (Fortschritt Tröbitz) | 1983/1984 | Herreneinzel |
| DDR-Einzelmeisterschaft AK 10/11          | Mirko Czerwenka / Ines Gattermann (Fortschritt Tröbitz) | 1983/1984 | Mixed        |
| DDR-Mannschaftsmeisterschaft Schüler      | Fortschritt Tröbitz (Mirko Czerwenka, Marko Czerwenka, Marcus Hampel, Jean Deinert, Sven Michael, Peggy Richter, Heike Goedicke)                                                                                     | 1984/1985 | Mannschaft   |
| DDR-Seniorenmeisterschaft AK I            | Joachim Schimpke (Fortschritt Tröbitz) | 1984/1985 | Herreneinzel |
| DDR-Einzelmeisterschaft AK 10/11          | Peggy Richter (Fortschritt Tröbitz) | 1984/1985 | Dameneinzel  |
| DDR-Einzelmeisterschaft AK 16/17          | Petra Schubert / Kerstin Bohn (Fortschritt Tröbitz / Einheit Greifswald) | 1984/1985 | Damendoppel  |
| DDR-Mannschaftsmeisterschaft Schüler      | Fortschritt Tröbitz | 1985/1986 | Mannschaft   |
| DDR-Seniorenmeisterschaft AK I            | Harald Richter / Joachim Schimpke (Fortschritt Tröbitz) | 1985/1986 | Herrendoppel |
| DDR-Seniorenmeisterschaft AK I            | Joachim Schimpke (Fortschritt Tröbitz) | 1985/1986 | Herreneinzel |
| DDR-Seniorenmeisterschaft AK I            | Joachim Schimpke / Angela Michalowski (Fortschritt Tröbitz / Einheit Greifswald) | 1985/1986 | Mixed        |
| DDR-Einzelmeisterschaft AK 16/17          | Mike Joseph / Petra Schubert (Einheit Greifswald / Fortschritt Tröbitz) | 1985/1986 | Mixed        |
| DDR-Einzelmeisterschaft AK 16/17          | Petra Schubert / Kerstin Bohn (Fortschritt Tröbitz / Einheit Greifswald) | 1985/1986 | Damendoppel  |
| DDR-Seniorenmeisterschaft AK I            | Bernd Jünemann / Joachim Schimpke (Union Mühlhausen / Fortschritt Tröbitz) | 1986/1987 | Herrendoppel |
| DDR-Einzelmeisterschaft AK 12/13          | Ines Zitzmann / Peggy Richter (Carl-Zeiss Jena-Nord / Fortschritt Tröbitz) | 1986/1987 | Damendoppel  |
| DDR-Einzelmeisterschaft AK 12/13          | Jean Deinert (Fortschritt Tröbitz) | 1986/1987 | Herreneinzel |
| DDR-Einzelmeisterschaft AK 12/13          | Jean Deinert / Peggy Richter (Fortschritt Tröbitz) | 1986/1987 | Mixed        |
| DDR-Einzelmeisterschaft AK 12/13          | Jean Deinert / Ronny Sarski (Fortschritt Tröbitz / Fortschritt Taucha) | 1986/1987 | Herrendoppel |
| DDR-Einzelmeisterschaft AK 12/13          | Peggy Richter (Fortschritt Tröbitz) | 1986/1987 | Dameneinzel  |
| DDR-Einzelmeisterschaft AK 14/15          | Sven Radigk / Peggy Richter (Medizin Luckau / Fortschritt Tröbitz) | 1986/1987 | Mixed        |
| DDR-Einzelmeisterschaft AK 14/15          | Marco Czerwenka / Ines Gattermann (Fortschritt Tröbitz) | 1987/1988 | Mixed        |
| DDR-Einzelmeisterschaft AK 14/15          | Peggy Richter (Fortschritt Tröbitz) | 1987/1988 | Dameneinzel  |
| DDR-Einzelmeisterschaft AK 14/15          | Peggy Richter / Ines Gattermann (Fortschritt Tröbitz) | 1987/1988 | Damendoppel  |
| DDR-Einzelmeisterschaft AK 16/17          | Katja Michalowsky / Peggy Richter (Einheit Greifswald / Fortschritt Tröbitz) | 1988/1989 | Damendoppel  |
| DDR-Einzelmeisterschaft AK 16/17          | Ronny Röper / Peggy Richter (Lok Oschersleben / Fortschritt Tröbitz) | 1989/1990 | Mixed        |
| DDR-Einzelmeisterschaft AK 12/13          | Thomas Riese (Fortschritt Tröbitz) | 1989/1990 | Herreneinzel |

## Silbermedaillengewinner bei DDR-Meisterschaften
| Veranstaltung                             | Silber | Saison    | Disziplin    |
| ----------------------------------------- | --- | --------- | ------------ |
| DDR-Bestenermittlung AK 12/13             | Jürgen Bommel (Aktivist Tröbitz) | 1959/1960 | Herreneinzel |
| DDR-Mannschaftsmeisterschaft              | Aktivist Tröbitz (Gottfried Seemann, Hans Bräuer, Joachim Ecknig, Klaus Katzor, Gerolf Seemann, Annemarie Fritzsche, Helga Krüger)                                                           | 1960/1961 | Mannschaft   |
| DDR-Einzelmeisterschaft                   | Annemarie Fritzsche / Ursula Hansche-Promnitz (Aktivist Tröbitz / Einheit Spremberg) | 1960/1961 | Damendoppel  |
| DDR-Bestenermittlung AK 12/13             | Heidrun Hapke (Aktivist Tröbitz) | 1960/1961 | Dameneinzel  |
| DDR-Bestenermittlung AK 12/13             | Hubert Höhne / Harry Deinert (Aktivist Tröbitz) | 1961/1962 | Herrendoppel |
| DDR-Bestenermittlung AK 10/11             | Ingrid Rädisch (Aktivist Tröbitz) | 1961/1962 | Dameneinzel  |
| DDR-Einzelmeisterschaft                   | Klaus Katzor (Aktivist Tröbitz) | 1961/1962 | Herreneinzel |
| DDR-Einzelmeisterschaft                   | Erich Wilde (Aktivist Tröbitz) | 1962/1963 | Herreneinzel |
| DDR-Einzelmeisterschaft AK 16/17          | Heidrun Hapke / Gerlinde Krusche (Aktivist Tröbitz) | 1962/1963 | Damendoppel  |
| DDR-Bestenermittlung AK 12/13             | Ingrid Rädisch / Sigrid Kolditz (Aktivist Tröbitz) | 1962/1963 | Damendoppel  |
| DDR-Einzelmeisterschaft AK 16/17          | Jürgen Bommel / Heidrun Hapke (Aktivist Tröbitz) | 1962/1963 | Mixed        |
| DDR-Bestenermittlung AK 12/13             | Peter Schurig / Werner Michael (Aktivist Tröbitz) | 1962/1963 | Herrendoppel |
| DDR-Einzelmeisterschaft                   | Klaus Katzor (Aktivist Tröbitz) | 1963/1964 | Herreneinzel |
| DDR-Bestenermittlung AK 10/11             | Monika Thiere (Aktivist Tröbitz) | 1963/1964 | Dameneinzel  |
| DDR-Bestenermittlung AK 12/13             | Bernd Bäcker / Reinhard Sappok (Aktivist Tröbitz) | 1964/1965 | Herrendoppel |
| DDR-Einzelmeisterschaft AK 16/17          | Jürgen Bommel / Klaus-Peter Färber (Aktivist Tröbitz) | 1964/1965 | Herrendoppel |
| DDR-Einzelmeisterschaft                   | Klaus Katzor (Aktivist Tröbitz) | 1964/1965 | Herreneinzel |
| DDR-Einzelmeisterschaft                   | Klaus Katzor / Gert Migdal (Aktivist Tröbitz / EBT Berlin) | 1964/1965 | Herrendoppel |
| DDR-Bestenermittlung Schüler Pionierpokal | Aktivist Tröbitz | 1965/1966 | Mannschaft   |
| DDR-Mannschaftsmeisterschaft Jugend       | Aktivist Tröbitz | 1965/1966 | Mannschaft   |
| DDR-Seniorenmeisterschaft AK II           | Heinz Färber / Walter Skobowsky (Aktivist Tröbitz) | 1965/1966 | Herrendoppel |
| DDR-Seniorenmeisterschaft AK I            | Helfried Wunderlich / Elli Suba (Aktivist Tröbitz / TSG Lübbenau) | 1965/1966 | Mixed        |
| DDR-Seniorenmeisterschaft AK I            | Helfried Wunderlich / Gerhard Dietze (Aktivist Tröbitz) | 1965/1966 | Herrendoppel |
| DDR-Einzelmeisterschaft                   | Klaus Katzor (Aktivist Tröbitz) | 1965/1966 | Herreneinzel |
| DDR-Einzelmeisterschaft                   | Klaus Katzor / Joachim Schimpke (Aktivist Tröbitz) | 1965/1966 | Herrendoppel |
| DDR-Einzelmeisterschaft                   | Klaus Katzor (Aktivist Tröbitz) | 1966/1967 | Herreneinzel |
| DDR-Einzelmeisterschaft                   | Klaus Katzor / Joachim Schimpke (Aktivist Tröbitz) | 1966/1967 | Herrendoppel |
| DDR-Einzelmeisterschaft                   | Rita Gerschner (Aktivist Tröbitz) | 1966/1967 | Dameneinzel  |
| DDR-Einzelmeisterschaft                   | Rita Gerschner / Annemarie Seemann (Aktivist Tröbitz) | 1966/1967 | Damendoppel  |
| DDR-Bestenermittlung AK 12/13             | Gerhard Riese (Aktivist Tröbitz) | 1967/1968 | Herreneinzel |
| DDR-Seniorenmeisterschaft AK I            | Helfried Wunderlich (Aktivist Tröbitz) | 1967/1968 | Herreneinzel |
| DDR-Einzelmeisterschaft                   | Klaus Katzor (Aktivist Tröbitz) | 1967/1968 | Herreneinzel |
| DDR-Bestenermittlung AK 10/11             | Klaus Skobowsky / Lutz Dähne (Aktivist Tröbitz) | 1967/1968 | Herrendoppel |
| DDR-Einzelmeisterschaft                   | Rita Gerschner (Aktivist Tröbitz) | 1967/1968 | Dameneinzel  |
| DDR-Einzelmeisterschaft                   | Rita Gerschner / Annemarie Seemann (Aktivist Tröbitz) | 1967/1968 | Damendoppel  |
| DDR-Einzelmeisterschaft AK 16/17          | Angelika Seifert / Heidi Meisel (Aktivist Tröbitz / Motor Fraureuth) | 1968/1969 | Damendoppel  |
| DDR-Seniorenmeisterschaft AK I            | Helfried Wunderlich / Gerhard Dietze (Aktivist Tröbitz) | 1968/1969 | Herrendoppel |
| DDR-Einzelmeisterschaft                   | Klaus Katzor / Joachim Schimpke (Aktivist Tröbitz) | 1968/1969 | Herrendoppel |
| DDR-Seniorenmeisterschaft AK II           | Walter Skobowsky / Helmut Wallsteiner (Aktivist Tröbitz / Einheit Pädagogik Leipzig) | 1968/1969 | Herrendoppel |
| DDR-Einzelmeisterschaft AK 16/17          | Angelika Seifert / Heidi Meisel (Aktivist Tröbitz / Motor Fraureuth) | 1969/1970 | Damendoppel  |
| DDR-Einzelmeisterschaft                   | Joachim Schimpke (Aktivist Tröbitz) | 1969/1970 | Herreneinzel |
| DDR-Einzelmeisterschaft AK 12/13          | Klaus Skobowsky (Aktivist Tröbitz) | 1969/1970 | Herreneinzel |
| DDR-Einzelmeisterschaft AK 12/13          | Klaus Skobowsky / Detlef Sprenger (Aktivist Tröbitz / Empor Eichwalde) | 1969/1970 | Herrendoppel |
| DDR-Seniorenmeisterschaft AK III          | Walter Skobowsky (Aktivist Tröbitz) | 1969/1970 | Herreneinzel |
| FDGB-Pokal                                | Aktivist Tröbitz | 1970/1971 | Mannschaft   |
| DDR-Einzelmeisterschaft                   | Joachim Schimpke (Aktivist Tröbitz) | 1970/1971 | Herreneinzel |
| FDGB-Pokal                                | Fortschritt Tröbitz | 1971/1972 | Mannschaft   |
| DDR-Mannschaftsmeisterschaft              | Fortschritt Tröbitz (Gottfried Seemann, Joachim Schimpke, Klaus Katzor, Klaus-Peter Färber, Roland Riese, Rainer Skobowsky, Werner Michael, Rita Gerschner, Angelika Seifert, Monika Thiere) | 1971/1972 | Mannschaft   |
| DDR-Einzelmeisterschaft                   | Joachim Schimpke (Fortschritt Tröbitz) | 1971/1972 | Herreneinzel |
| DDR-Einzelmeisterschaft                   | Joachim Schimpke / Roland Riese (Fortschritt Tröbitz) | 1971/1972 | Herrendoppel |
| DDR-Einzelmeisterschaft                   | Annemarie Richter (Fortschritt Tröbitz) | 1972/1973 | Dameneinzel  |
| DDR-Einzelmeisterschaft AK 10/11          | Carmen Ober (Fortschritt Tröbitz) | 1972/1973 | Dameneinzel  |
| DDR-Einzelmeisterschaft AK 10/11          | Eberhard Rosanka / Christine Ober (Motor Dresden-Neustadt / Fortschritt Tröbitz) | 1972/1973 | Mixed        |
| FDGB-Pokal                                | Fortschritt Tröbitz | 1972/1973 | Mannschaft   |
| DDR-Mannschaftsmeisterschaft              | Fortschritt Tröbitz (Gottfried Seemann, Gerhard Riese, Joachim Schimpke, Claus Cassens, Klaus-Peter Färber, Roland Riese, Klaus Katzor, Monika Thiere, Angelika Seifert, Rita Gerschner)     | 1972/1973 | Mannschaft   |
| DDR-Mannschaftsmeisterschaft              | Fortschritt Tröbitz (Annemarie Richter, Harald Richter, Monika Thiere, Joachim Schimpke, Klaus-Peter Färber, Roland Riese, Werner Michael)                                                   | 1973/1974 | Mannschaft   |
| DDR-Einzelmeisterschaft                   | Joachim Schimpke (Fortschritt Tröbitz) | 1973/1974 | Herreneinzel |
| DDR-Einzelmeisterschaft AK 16/17          | Klaus Skobowsky (Fortschritt Tröbitz) | 1973/1974 | Herreneinzel |
| DDR-Einzelmeisterschaft AK 12/13          | Michael Lehmann / Christine Ober (TSG Lübbenau / Fortschritt Tröbitz) | 1973/1974 | Mixed        |
| DDR-Einzelmeisterschaft AK 12/13          | Carmen Ober (Fortschritt Tröbitz) | 1974/1975 | Dameneinzel  |
| DDR-Mannschaftsmeisterschaft              | Fortschritt Tröbitz (Klaus Katzor, Joachim Schimpke, Roland Riese, Klaus Skobowsky, Harald Richter, Rena Scheithauer, Christine Ober, Carmen Ober)                                           | 1974/1975 | Mannschaft   |
| DDR-Einzelmeisterschaft                   | Joachim Schimpke / Wolfgang Böttcher (Fortschritt Tröbitz / DHfK Leipzig) | 1974/1975 | Herrendoppel |
| DDR-Einzelmeisterschaft AK 12/13          | Michael Huber / Christine Ober (Medizin Luckau / Fortschritt Tröbitz) | 1974/1975 | Mixed        |
| DDR-Einzelmeisterschaft AK 16/17          | Carmen Ober / Christine Ober (Fortschritt Tröbitz) | 1975/1976 | Damendoppel  |
| DDR-Einzelmeisterschaft AK 16/17          | Christine Ober (Fortschritt Tröbitz) | 1975/1976 | Dameneinzel  |
| DDR-Einzelmeisterschaft AK 14/15          | Carmen Ober (Fortschritt Tröbitz) | 1976/1977 | Dameneinzel  |
| FDGB-Pokal                                | Fortschritt Tröbitz | 1976/1977 | Mannschaft   |
| DDR-Mannschaftsmeisterschaft              | Fortschritt Tröbitz (Frank-Thomas Seyfarth, Joachim Schimpke, Roland Riese, Klaus Skobowsky, Harald Richter, Christine Ober, Carmen Ober)                                                    | 1976/1977 | Mannschaft   |
| DDR-Studentenmeisterschaft                | Frank-Thomas Seyfarth (FS Maschinenbau Schmalkalden – Fortschritt Tröbitz) | 1976/1977 | Herreneinzel |
| DDR-Studentenmeisterschaft                | Frank-Thomas Seyfarth / Reinhard Schille (FS Maschinenbau Schmalkalden – Fortschritt Tröbitz / TH Magdeburg – Lok Magdeburg)                                                                 | 1976/1977 | Herrendoppel |
| DDR-Einzelmeisterschaft                   | Joachim Schimpke / Roland Riese (Fortschritt Tröbitz) | 1976/1977 | Herrendoppel |
| DDR-Einzelmeisterschaft AK 14/15          | Michael Huber / Carmen Ober (Medizin Luckau / Fortschritt Tröbitz) | 1976/1977 | Mixed        |
| DDR-Einzelmeisterschaft AK 10/11          | Roland Pape / Thomas Dittrich (Kühlautomat Berlin / Fortschritt Tröbitz) | 1976/1977 | Herrendoppel |
| DDR-Einzelmeisterschaft AK 16/17          | Carmen Ober / Christine Ober (Fortschritt Tröbitz) | 1977/1978 | Damendoppel  |
| DDR-Einzelmeisterschaft AK 16/17          | Christine Ober (Fortschritt Tröbitz) | 1977/1978 | Dameneinzel  |
| DDR-Mannschaftsmeisterschaft              | Fortschritt Tröbitz (Frank-Thomas Seyfarth, Joachim Schimpke, Roland Riese, Klaus Skobowsky, Harald Richter, Christine Ober, Carmen Ober)                                                    | 1977/1978 | Mannschaft   |
| DDR-Einzelmeisterschaft                   | Roland Riese / Astrit Schreiber (Fortschritt Tröbitz / Fortschritt Hohenstein-Ernstthal) | 1977/1978 | Mixed        |
| DDR-Mannschaftsmeisterschaft              | Fortschritt Tröbitz (Frank-Thomas Seyfarth, Joachim Schimpke, Roland Riese, Klaus Skobowsky, Harald Richter, Christine Ober, Carmen Ober)                                                    | 1978/1979 | Mannschaft   |
| DDR-Einzelmeisterschaft                   | Michael Franz / Joachim Schimpke (Einheit Greifswald / Fortschritt Tröbitz) | 1978/1979 | Herrendoppel |
| FDGB-Pokal                                | Fortschritt Tröbitz | 1979/1980 | Mannschaft   |
| DDR-Mannschaftsmeisterschaft              | Fortschritt Tröbitz (Frank-Thomas Seyfarth, Joachim Schimpke, Roland Riese, Klaus Skobowsky, Harald Richter, Christine Ober, Carmen Ober)                                                    | 1979/1980 | Mannschaft   |
| FDGB-Pokal                                | Fortschritt Tröbitz | 1981/1982 | Mannschaft   |
| DDR-Seniorenmeisterschaft AK I            | Joachim Schimpke / Klaus Müller (Fortschritt Tröbitz / Einheit Greifswald) | 1981/1982 | Herrendoppel |
| DDR-Einzelmeisterschaft                   | Thomas Mundt / Frank-Thomas Seyfarth (Einheit Greifswald / Fortschritt Tröbitz) | 1981/1982 | Herrendoppel |
| DDR-Studentenmeisterschaft                | Carmen Prinz / Christine Ober (Fortschritt Tröbitz) | 1982/1983 | Damendoppel  |
| DDR-Seniorenmeisterschaft AK II           | Gottfried Seemann (Fortschritt Tröbitz) | 1982/1983 | Herreneinzel |
| DDR-Einzelmeisterschaft                   | Jens Scheithauer / Frank-Thomas Seyfarth (Fortschritt Tröbitz) | 1982/1983 | Herrendoppel |
| DDR-Seniorenmeisterschaft AK I            | Joachim Schimpke / Gottfried Seemann (Fortschritt Tröbitz) | 1982/1983 | Herrendoppel |
| DDR-Einzelmeisterschaft AK 10/11          | Marcus Hampel / Sven Michael (Fortschritt Tröbitz) | 1982/1983 | Herrendoppel |
| DDR-Seniorenmeisterschaft AK II           | Gottfried Seemann (Fortschritt Tröbitz) | 1983/1984 | Herreneinzel |
| DDR-Seniorenmeisterschaft AK I            | Joachim Schimpke / Gottfried Seemann (Fortschritt Tröbitz) | 1983/1984 | Herrendoppel |
| DDR-Einzelmeisterschaft                   | Joachim Schimpke / Thomas Mundt (Fortschritt Tröbitz / Einheit Greifswald) | 1983/1984 | Herrendoppel |
| DDR-Einzelmeisterschaft AK 14/15          | Petra Schubert (Fortschritt Tröbitz) | 1983/1984 | Dameneinzel  |
| DDR-Einzelmeisterschaft AK 16/17          | Petra Schubert (Fortschritt Tröbitz) | 1983/1984 | Dameneinzel  |
| DDR-Einzelmeisterschaft AK 16/17          | René Born / Petra Schubert (Fortschritt Tröbitz) | 1983/1984 | Mixed        |
| DDR-Einzelmeisterschaft AK 10/11          | Anja Lorenz / Peggy Richter (KWO Berlin / Fortschritt Tröbitz) | 1984/1985 | Damendoppel  |
| DDR-Einzelmeisterschaft AK 10/11          | Jean Deinert (Fortschritt Tröbitz) | 1984/1985 | Herreneinzel |
| DDR-Einzelmeisterschaft                   | Joachim Schimpke / Thomas Mundt (Fortschritt Tröbitz / Einheit Greifswald) | 1984/1985 | Herrendoppel |
| DDR-Einzelmeisterschaft AK 12/13          | Marcus Hampel / Ines Gattermann (Fortschritt Tröbitz) | 1984/1985 | Mixed        |
| DDR-Einzelmeisterschaft AK 16/17          | Mike Joseph / Petra Schubert (Einheit Greifswald / Fortschritt Tröbitz) | 1984/1985 | Mixed        |
| DDR-Einzelmeisterschaft AK 10/11          | Ulrich Henatsch / Peggy Richter (Lok HfV Dresden / Fortschritt Tröbitz) | 1984/1985 | Mixed        |
| DDR-Mannschaftsmeisterschaft              | Fortschritt Tröbitz (Frank-Thomas Seyfarth, Joachim Schimpke, Jens Scheithauer, Klaus Skobowsky, Petra Schubert, Christine Maertin)                                                          | 1985/1986 | Mannschaft   |
| DDR-Einzelmeisterschaft                   | Joachim Schimpke / Thomas Mundt (Fortschritt Tröbitz / Einheit Greifswald) | 1985/1986 | Herrendoppel |
| DDR-Einzelmeisterschaft AK 12/13          | Mirko Czerwenka / Ines Gattermann (Fortschritt Tröbitz) | 1985/1986 | Mixed        |
| DDR-Einzelmeisterschaft AK 16/17          | Petra Schubert (Fortschritt Tröbitz) | 1985/1986 | Dameneinzel  |
| DDR-Einzelmeisterschaft                   | Petra Schubert / Heike Franke (Fortschritt Tröbitz / Rotation Erfurt) | 1985/1986 | Damendoppel  |
| DDR-Einzelmeisterschaft AK 14/15          | Dirk Otto / Marcus Hampel (Lok HfV Dresden / Fortschritt Tröbitz) | 1986/1987 | Herrendoppel |
| DDR-Einzelmeisterschaft AK 14/15          | Heike Goedicke / Claudia Mädler (Fortschritt Tröbitz / Lok Oschersleben) | 1986/1987 | Damendoppel  |
| DDR-Seniorenmeisterschaft AK I            | Joachim Schimpke (Fortschritt Tröbitz) | 1986/1987 | Herreneinzel |
| DDR-Einzelmeisterschaft                   | Michaela Junker / Petra Schubert (Fortschritt Tröbitz) | 1986/1987 | Damendoppel  |
| DDR-Einzelmeisterschaft AK 10/11          | Thomas Riese / Christian Sprenger (Fortschritt Tröbitz / KWO Berlin) | 1987/1988 | Herrendoppel |
| DDR-Einzelmeisterschaft AK 10/11          | Thomas Riese / Sandra Otto (Fortschritt Tröbitz / SSG Zwenkau) | 1987/1988 | Mixed        |
| DDR-Einzelmeisterschaft AK 16/17          | Claudia Mädler / Heike Goedicke (Aktivist Salzwedel / Fortschritt Tröbitz) | 1988/1989 | Damendoppel  |
| DDR-Mannschaftsmeisterschaft Jugend       | Fortschritt Tröbitz (Maik Schubert, Marcus Hampel, Jean Deinert, Thomas Riese, Thomas Winkler, Peggy Richter, Heike Goedicke)                                                                | 1988/1989 | Mannschaft   |
| DDR-Einzelmeisterschaft AK 16/17          | Marcus Hampel / Peggy Richter (Fortschritt Tröbitz) | 1988/1989 | Mixed        |
| DDR-Einzelmeisterschaft AK 16/17          | Peggy Richter (Fortschritt Tröbitz) | 1989/1990 | Dameneinzel  |
| DDR-Einzelmeisterschaft AK 16/17          | Peggy Richter / Jeanette Klinger (Fortschritt Tröbitz / Rotation Erfurt) | 1989/1990 | Damendoppel  |
| DDR-Mannschaftsmeisterschaft Schüler      | SV Blau-Weiß Tröbitz | 1989/1990 | Mannschaft   |
| DDR-Einzelmeisterschaft AK 12/13          | Thomas Riese / Christian Sprenger (Fortschritt Tröbitz / KWO Berlin) | 1989/1990 | Herrendoppel |
| DDR-Einzelmeisterschaft AK 12/13          | Thomas Riese / Sandra Otto (Fortschritt Tröbitz / Chemie Zwenkau) | 1989/1990 | Mixed        |

## Bronzemedaillengewinner bei DDR-Meisterschaften
| Veranstaltung                                       | Bronze | Saison    | Disziplin    |
| --------------------------------------------------- | --- | --------- | ------------ |
| DDR-Bestenermittlung AK 12/13                       | Gerlinde Krusche (Aktivist Tröbitz) | 1960/1961 | Dameneinzel  |
| DDR-Einzelmeisterschaft                             | Annemarie Fritzsche / Gottfried Seemann (Aktivist Tröbitz) | 1960/1961 | Mixed        |
| DDR-Bestenermittlung AK 10/11                       | Roland Riese (Aktivist Tröbitz) | 1961/1962 | Herreneinzel |
| DDR-Einzelmeisterschaft                             | Gottfried Seemann / Gerolf Seemann (Aktivist Tröbitz) | 1961/1962 | Herrendoppel |
| DDR-Einzelmeisterschaft                             | Erich Wilde (Aktivist Tröbitz) | 1961/1962 | Herreneinzel |
| DDR-Einzelmeisterschaft AK 16/17                    | Jürgen Bommel (Aktivist Tröbitz) | 1961/1962 | Herreneinzel |
| DDR-Bestenermittlung AK 12/13                       | Ingrid Rädisch (Aktivist Tröbitz) | 1962/1963 | Dameneinzel  |
| DDR-Bestenermittlung AK 12/13                       | Roland Riese (Aktivist Tröbitz) | 1962/1963 | Herreneinzel |
| DDR-Einzelmeisterschaft                             | Erich Wilde / Annemarie Fritzsche (Aktivist Tröbitz) | 1962/1963 | Mixed        |
| DDR-Einzelmeisterschaft AK 16/17                    | Heidrun Hapke (Aktivist Tröbitz) | 1962/1963 | Dameneinzel  |
| DDR-Mannschaftsmeisterschaft Jugend                 | Aktivist Tröbitz | 1962/1963 | Mannschaft   |
| DDR-Seniorenmeisterschaft AK I                      | Helga Rädisch (Aktivist Tröbitz) | 1962/1963 | Dameneinzel  |
| DDR-Seniorenmeisterschaft AK I                      | Helfried Wunderlich (Aktivist Tröbitz) | 1962/1963 | Herreneinzel |
| DDR-Seniorenmeisterschaft AK III (Bestenermittlung) | Walter Skobowsky (Aktivist Tröbitz) | 1962/1963 | Herreneinzel |
| DDR-Seniorenmeisterschaft AK I                      | Helga Krüger / Lydia Pösch (Aktivist Tröbitz / Lok Cottbus) | 1963/1964 | Damendoppel  |
| DDR-Seniorenmeisterschaft AK I                      | Helga Krüger (Aktivist Tröbitz) | 1963/1964 | Dameneinzel  |
| DDR-Seniorenmeisterschaft AK III                    | Heinz Färber / Annemarie Metschke (Aktivist Tröbitz / Lok Falkenberg) | 1963/1964 | Mixed        |
| DDR-Einzelmeisterschaft                             | Joachim Schimpke (Aktivist Tröbitz) | 1965/1966 | Herreneinzel |
| DDR-Bestenermittlung AK 10/11                       | Brigitte Glowka / Rita Manig (Chemie Weißwasser / Aktivist Tröbitz) | 1966/1967 | Damendoppel  |
| DDR-Einzelmeisterschaft                             | Joachim Schimpke (Aktivist Tröbitz) | 1966/1967 | Herreneinzel |
| DDR-Mannschaftsmeisterschaft Jugend                 | Aktivist Tröbitz | 1966/1967 | Mannschaft   |
| DDR-Seniorenmeisterschaft AK I                      | Eleonore Jurgk / Helga Krüger (Lok Blankenburg / Aktivist Tröbitz) | 1966/1967 | Damendoppel  |
| DDR-Seniorenmeisterschaft AK I                      | Helfried Wunderlich / Heinz Pösch (Aktivist Tröbitz / Lok Cottbus) | 1966/1967 | Herrendoppel |
| DDR-Seniorenmeisterschaft AK II                     | Walter Skobowsky / Heinz Färber (Aktivist Tröbitz) | 1966/1967 | Herrendoppel |
| DDR-Bestenermittlung AK 12/13                       | Klaus Skobowsky (Aktivist Tröbitz) | 1967/1968 | Herreneinzel |
| DDR-Einzelmeisterschaft AK 16/17                    | Werner Michael / Fred Kraus (Aktivist Tröbitz) | 1967/1968 | Herrendoppel |
| DDR-Einzelmeisterschaft AK 16/17                    | Bernd Bäcker / Roland Riese (Aktivist Tröbitz) | 1967/1968 | Herrendoppel |
| DDR-Einzelmeisterschaft AK 16/17                    | Bernd Bäcker (Aktivist Tröbitz) | 1967/1968 | Herreneinzel |
| DDR-Seniorenmeisterschaft AK II                     | Walter Skobowsky (Aktivist Tröbitz) | 1967/1968 | Herreneinzel |
| DDR-Einzelmeisterschaft                             | Joachim Schimpke (Aktivist Tröbitz) | 1968/1969 | Herreneinzel |
| DDR-Einzelmeisterschaft AK 12/13                    | Jürgen Meißner / Klaus Skobowsky (Aktivist Tröbitz) | 1968/1969 | Herrendoppel |
| DDR-Einzelmeisterschaft AK 16/17                    | Fred Kraus (Aktivist Tröbitz) | 1968/1969 | Herreneinzel |
| DDR-Einzelmeisterschaft AK 16/17                    | Bernd Bäcker (Aktivist Tröbitz) | 1968/1969 | Herreneinzel |
| DDR-Einzelmeisterschaft AK 16/17                    | Fred Kraus / Angelika Seifert (Aktivist Tröbitz) | 1968/1969 | Mixed        |
| DDR-Seniorenmeisterschaft AK I                      | Helfried Wunderlich (Aktivist Tröbitz) | 1968/1969 | Herreneinzel |
| DDR-Studentenmeisterschaft                          | Siegfried Kirmse / Christa Boettcher (TU Dresden – Aktivist Tröbitz / TU Dresden) | 1968/1969 | Mixed        |
| DDR-Einzelmeisterschaft AK 16/17                    | Angelika Seifert (Aktivist Tröbitz) | 1969/1970 | Dameneinzel  |
| DDR-Einzelmeisterschaft                             | Angelika Seifert / Gisela Kunath (Fortschritt Tröbitz / Wismut Karl-Marx-Stadt) | 1972/1973 | Damendoppel  |
| DDR-Einzelmeisterschaft                             | Joachim Schimpke / Roland Riese (Fortschritt Tröbitz) | 1972/1973 | Herrendoppel |
| DDR-Einzelmeisterschaft                             | Joachim Schimpke (Fortschritt Tröbitz) | 1972/1973 | Herreneinzel |
| DDR-Einzelmeisterschaft                             | Roland Riese (Fortschritt Tröbitz) | 1972/1973 | Herreneinzel |
| DDR-Einzelmeisterschaft                             | Harald Richter / Annemarie Richter (Fortschritt Tröbitz) | 1972/1973 | Mixed        |
| DDR-Einzelmeisterschaft AK 10/11                    | Gerald Bärwald / Carmen Ober (Lok Bitterfeld / Fortschritt Tröbitz) | 1972/1973 | Mixed        |
| FDGB-Pokal                                          | Fortschritt Tröbitz II | 1972/1973 | Mannschaft   |
| DDR-Einzelmeisterschaft                             | Roland Riese (Fortschritt Tröbitz) | 1973/1974 | Herreneinzel |
| DDR-Einzelmeisterschaft AK 12/13                    | Christine Ober (Fortschritt Tröbitz) | 1973/1974 | Dameneinzel  |
| DDR-Einzelmeisterschaft AK 12/13                    | Michael Sprenger / Carmen Ober (FSG Wildau / Fortschritt Tröbitz) | 1973/1974 | Mixed        |
| FDGB-Pokal                                          | Fortschritt Tröbitz | 1973/1974 | Mannschaft   |
| DDR-Einzelmeisterschaft                             | Klaus Skobowsky / Roland Riese (Fortschritt Tröbitz) | 1974/1975 | Herrendoppel |
| DDR-Einzelmeisterschaft                             | Joachim Schimpke (Fortschritt Tröbitz) | 1974/1975 | Herreneinzel |
| DDR-Einzelmeisterschaft AK 12/13                    | Frank Lorenz / Carmen Ober (Medizin Luckau / Fortschritt Tröbitz) | 1974/1975 | Mixed        |
| FDGB-Pokal                                          | Fortschritt Tröbitz | 1974/1975 | Mannschaft   |
| DDR-Einzelmeisterschaft                             | Joachim Schimpke (Fortschritt Tröbitz) | 1976/1977 | Herreneinzel |
| DDR-Einzelmeisterschaft AK 14/15                    | Christine Ober (Fortschritt Tröbitz) | 1976/1977 | Dameneinzel  |
| DDR-Einzelmeisterschaft AK 16/17                    | Christine Ober (Fortschritt Tröbitz) | 1976/1977 | Dameneinzel  |
| DDR-Einzelmeisterschaft AK 16/17                    | Carmen Ober (Fortschritt Tröbitz) | 1976/1977 | Dameneinzel  |
| DDR-Einzelmeisterschaft                             | Carmen Ober / Christine Ober (Fortschritt Tröbitz) | 1977/1978 | Damendoppel  |
| DDR-Einzelmeisterschaft                             | Joachim Schimpke / Roland Riese (Fortschritt Tröbitz) | 1977/1978 | Herrendoppel |
| DDR-Einzelmeisterschaft AK 16/17                    | Carmen Ober (Fortschritt Tröbitz) | 1977/1978 | Dameneinzel  |
| DDR-Einzelmeisterschaft                             | Carmen Ober / Christine Ober (Fortschritt Tröbitz) | 1978/1979 | Damendoppel  |
| DDR-Einzelmeisterschaft                             | Jürgen Richter / Roland Riese (DHfK Leipzig / Fortschritt Tröbitz) | 1978/1979 | Herrendoppel |
| DDR-Einzelmeisterschaft                             | Roland Riese (Fortschritt Tröbitz) | 1978/1979 | Herreneinzel |
| DDR-Einzelmeisterschaft                             | Joachim Schimpke (Fortschritt Tröbitz) | 1978/1979 | Herreneinzel |
| DDR-Einzelmeisterschaft AK 16/17                    | Carmen Ober / Christine Ober (Fortschritt Tröbitz) | 1978/1979 | Damendoppel  |
| DDR-Einzelmeisterschaft AK 16/17                    | Christine Ober (Fortschritt Tröbitz) | 1978/1979 | Dameneinzel  |
| DDR-Einzelmeisterschaft AK 16/17                    | Ullrich Rutsatz / Christine Ober (Motor Robur Zittau / Fortschritt Tröbitz) | 1978/1979 | Mixed        |
| DDR-Einzelmeisterschaft                             | Frank-Thomas Seyfarth / Klaus Skobowsky (Fortschritt Tröbitz) | 1979/1980 | Herrendoppel |
| DDR-Einzelmeisterschaft                             | Frank-Thomas Seyfarth (Fortschritt Tröbitz) | 1979/1980 | Herreneinzel |
| DDR-Einzelmeisterschaft                             | Frank-Thomas Seyfarth / Ilona Michalowsky (Fortschritt Tröbitz / Einheit Greifswald) | 1979/1980 | Mixed        |
| DDR-Einzelmeisterschaft AK 14/15                    | Ralf Böhme / Thomas Dittrich (Medizin Luckau / Fortschritt Tröbitz) | 1979/1980 | Herrendoppel |
| DDR-Einzelmeisterschaft                             | Carmen Ober / Christine Ober (Fortschritt Tröbitz) | 1980/1981 | Damendoppel  |
| DDR-Einzelmeisterschaft                             | Frank-Thomas Seyfarth (Fortschritt Tröbitz) | 1980/1981 | Herreneinzel |
| DDR-Mannschaftsmeisterschaft                        | Fortschritt Tröbitz (Frank-Thomas Seyfarth, Joachim Schimpke, Roland Riese, Klaus Skobowsky, Harald Richter, Christine Ober, Carmen Ober)                                               | 1980/1981 | Mannschaft   |
| FDGB-Pokal                                          | Fortschritt Tröbitz | 1980/1981 | Mannschaft   |
| DDR-Einzelmeisterschaft                             | Frank-Thomas Seyfarth (Fortschritt Tröbitz) | 1981/1982 | Herreneinzel |
| DDR-Einzelmeisterschaft                             | Frank-Thomas Seyfarth / Christine Ober (Fortschritt Tröbitz) | 1981/1982 | Mixed        |
| DDR-Einzelmeisterschaft AK 12/13                    | Petra Schubert (Fortschritt Tröbitz) | 1981/1982 | Dameneinzel  |
| DDR-Einzelmeisterschaft AK 14/15                    | Andrea Pohling / Petra Schubert (Fortschritt Tröbitz) | 1981/1982 | Damendoppel  |
| DDR-Mannschaftsmeisterschaft                        | Fortschritt Tröbitz (Frank-Thomas Seyfarth, Joachim Schimpke, Roland Riese, Klaus Skobowsky, Harald Richter, Christine Ober, Carmen Ober)                                               | 1981/1982 | Mannschaft   |
| DDR-Mannschaftsmeisterschaft Schüler                | Fortschritt Tröbitz (Jörg Deutschmann, René Born, Heiko Vogt, Petra Schubert, Antje Pohling)                                                                                            | 1981/1982 | Mannschaft   |
| DDR-Einzelmeisterschaft                             | Christine Ober / Petra Tobien (Fortschritt Tröbitz / Kühlautomat Berlin) | 1982/1983 | Damendoppel  |
| DDR-Einzelmeisterschaft                             | Frank-Thomas Seyfarth (Fortschritt Tröbitz) | 1982/1983 | Herreneinzel |
| DDR-Mannschaftsmeisterschaft                        | Fortschritt Tröbitz (Joachim Schimpke, Roland Riese, Frank-Thomas Seyfarth, Thomas Dittrich, Harald Richter, René Born, Christine Ober, Carmen Ober, Annemarie Seemann, Petra Schubert) | 1982/1983 | Mannschaft   |
| DDR-Studentenmeisterschaft                          | Christine Ober (Fortschritt Tröbitz) | 1982/1983 | Dameneinzel  |
| DDR-Studentenmeisterschaft                          | Carmen Prinz (Fortschritt Tröbitz) | 1982/1983 | Dameneinzel  |
| DDR-Einzelmeisterschaft                             | Frank-Thomas Seyfarth (Fortschritt Tröbitz) | 1983/1984 | Herreneinzel |
| DDR-Einzelmeisterschaft AK 10/11                    | Ines Gattermann / Peggy Richter (Fortschritt Tröbitz) | 1983/1984 | Damendoppel  |
| DDR-Einzelmeisterschaft AK 14/15                    | Jörg Deutschmann / René Born (Fortschritt Tröbitz) | 1983/1984 | Herrendoppel |
| DDR-Einzelmeisterschaft AK 16/17                    | Petra Schubert / Pabst (Fortschritt Tröbitz / EBT Berlin oder Eichwalde) | 1983/1984 | Damendoppel  |
| DDR-Mannschaftsmeisterschaft                        | Fortschritt Tröbitz (Frank-Thomas Seyfarth, Jens Scheithauer, Joachim Schimpke, Thomas Dittrich, Klaus Skobowsky, Harald Richter, Jörg Deutschmann, Petra Schubert, Andrea Pohling)     | 1983/1984 | Mannschaft   |
| DDR-Einzelmeisterschaft                             | Kerstin Bohn / Petra Schubert (Einheit Greifswald / Fortschritt Tröbitz) | 1984/1985 | Damendoppel  |
| DDR-Einzelmeisterschaft                             | Frank-Thomas Seyfarth / Jens Scheithauer (Fortschritt Tröbitz) | 1984/1985 | Herrendoppel |
| DDR-Einzelmeisterschaft                             | Frank-Thomas Seyfarth (Fortschritt Tröbitz) | 1984/1985 | Herreneinzel |
| DDR-Einzelmeisterschaft AK 12/13                    | Sandra Seyfarth / Ines Gattermann (Lok Gera / Fortschritt Tröbitz) | 1984/1985 | Damendoppel  |
| DDR-Einzelmeisterschaft AK 12/13                    | Marcus Hampel / Sven Michael (Fortschritt Tröbitz) | 1984/1985 | Herrendoppel |
| DDR-Einzelmeisterschaft AK 12/13                    | Sven Michael (Fortschritt Tröbitz) | 1984/1985 | Herreneinzel |
| DDR-Mannschaftsmeisterschaft                        | Fortschritt Tröbitz (Frank-Thomas Seyfarth, Jens Scheithauer, Joachim Schimpke, Thomas Dittrich, Harald Richter, Petra Schubert, Christine Maertin)                                     | 1984/1985 | Mannschaft   |
| DDR-Seniorenmeisterschaft AK I                      | Joachim Schimpke / Harald Richter (Fortschritt Tröbitz) | 1984/1985 | Herrendoppel |
| DDR-Einzelmeisterschaft                             | Petra Tobien / Michaela Junker (Kühlautomat Berlin / Fortschritt Tröbitz) | 1985/1986 | Damendoppel  |
| DDR-Einzelmeisterschaft                             | Michaela Junker (Fortschritt Tröbitz) | 1985/1986 | Dameneinzel  |
| DDR-Einzelmeisterschaft                             | Frank-Thomas Seyfarth / Jens Scheithauer (Fortschritt Tröbitz) | 1985/1986 | Herrendoppel |
| DDR-Einzelmeisterschaft AK 10/11                    | René Dolhun / Thomas Riese (Fortschritt Tröbitz) | 1985/1986 | Herrendoppel |
| DDR-Einzelmeisterschaft AK 12/13                    | Ines Gattermann (Fortschritt Tröbitz) | 1985/1986 | Dameneinzel  |
| DDR-Mannschaftsmeisterschaft Jugend                 | Fortschritt Tröbitz | 1985/1986 | Mannschaft   |
| DDR-Einzelmeisterschaft                             | Frank-Thomas Seyfarth / Holger Wippich (Fortschritt Tröbitz / Robur Zittau) | 1986/1987 | Herrendoppel |
| DDR-Einzelmeisterschaft AK 14/15                    | Ines Gattermann / Peggy Richter (Fortschritt Tröbitz) | 1986/1987 | Damendoppel  |
| DDR-Einzelmeisterschaft AK 14/15                    | Ines Gattermann (Fortschritt Tröbitz) | 1986/1987 | Dameneinzel  |
| DDR-Einzelmeisterschaft AK 14/15                    | Marcus Hampel (Fortschritt Tröbitz) | 1986/1987 | Herreneinzel |
| DDR-Einzelmeisterschaft AK 14/15                    | Marcus Hampel / Ines Gattermann (Fortschritt Tröbitz) | 1986/1987 | Mixed        |
| FDGB-Pokal                                          | Fortschritt Tröbitz | 1986/1987 | Mannschaft   |
| DDR-Einzelmeisterschaft AK 10/11                    | Thomas Riese (Fortschritt Tröbitz) | 1987/1988 | Herreneinzel |
| DDR-Einzelmeisterschaft AK 14/15                    | Ines Gattermann (Fortschritt Tröbitz) | 1987/1988 | Dameneinzel  |
| DDR-Einzelmeisterschaft AK 16/17                    | Peggy Richter (Fortschritt Tröbitz) | 1987/1988 | Dameneinzel  |
| DDR-Einzelmeisterschaft AK 16/17                    | Jean Deinert / Peggy Richter (Fortschritt Tröbitz) | 1987/1988 | Mixed        |
| FDGB-Pokal                                          | Fortschritt Tröbitz | 1987/1988 | Mannschaft   |
| DDR-Einzelmeisterschaft AK 12/13                    | Thomas Riese / Christian Sprenger (Fortschritt Tröbitz / KWO Berlin) | 1988/1989 | Herrendoppel |
| DDR-Einzelmeisterschaft AK 16/17                    | Peggy Richter (Fortschritt Tröbitz) | 1988/1989 | Dameneinzel  |
| DDR-Einzelmeisterschaft AK 16/17                    | Maik Schubert / Marcus Hampel (Fortschritt Tröbitz) | 1988/1989 | Herrendoppel |
| DDR-Einzelmeisterschaft AK 16/17                    | Maik Schubert (Fortschritt Tröbitz) | 1988/1989 | Herreneinzel |

## Silbermedaillengewinner bei deutschen Meisterschaften
| Veranstaltung                    | Silber                                                             | Saison    | Disziplin    |
| -------------------------------- | ------------------------------------------------------------------ | --------- | ------------ |
| Deutsche Einzelmeisterschaft O32 | Petra Teichmann / Caterina Vogel (BSV Greifswald / BV Tröbitz)     | 2001/2002 | Damendoppel  |
| Deutsche Einzelmeisterschaft U19 | Matthias Redlich / Stefan Sadlau (Greifswalder SV 98 / BV Tröbitz) | 2002/2003 | Herrendoppel |

## Bronzemedaillengewinner bei deutschen Meisterschaften
| Veranstaltung                    | Gold                                                                      | Saison    | Disziplin   |
| -------------------------------- | ------------------------------------------------------------------------- | --------- | ----------- |
| Deutsche Einzelmeisterschaft O40 | Konrad Reuther / Caterina Vogel (1. BCW Hütschenhausen / BV Tröbitz)      | 2002/2003 | Mixed       |
| Deutsche Einzelmeisterschaft O40 | Caterina Vogel / Sigrid Bleymehl-Schley (BV Tröbitz / TuS Wiebelskirchen) | 2004/2005 | Damendoppel |